# 中部電力 (1930-1937)
中部電力株式会社（ちゅうぶでんりょく かぶしきがいしゃ）は、昭和初期に存在した日本の電力会社である。愛知県岡崎市に本社を置き、愛知県三河地方を中心に電気を供給した。
1930年（昭和5年）設立。1897年（明治30年）に開業した岡崎の電力会社岡崎電灯株式会社（岡崎電燈、おかざきでんとう）と東邦電力の事業の一部、それに岐阜県に存在した同名の中部電力（旧・多治見電灯所）を統合し、愛知・岐阜・静岡の3県に供給区域を広げた。1937年（昭和12年）に東邦電力と合併して消滅した。
1951年発足の中部電力の管内に存在した事業者であるが直接的な繋がりはない。同社と区別するためにしばしば「中部電力（岡崎）」と表記される。

## 概要
中部電力株式会社（以下、必要に応じて「中部電力（岡崎）」と記す）は、1930年代の愛知県岡崎市に存在した電力会社である。その供給区域は県東部の三河地方を中心に、それに接する静岡県遠州地方西部や岐阜県東濃地方にもまたがる。1930年（昭和5年）に、岡崎市にあった岡崎電灯と豊橋市を中心に供給した東邦電力豊橋営業所（旧・豊橋電気）、東濃の多治見にあった中部電力（旧・多治見電灯所。以下「中部電力（多治見）」と記す）の3つを統合し成立した。
3つの前身のうち、元々岡崎市にあり西三河を中心に電気の供給にあたっていたのが岡崎電灯株式会社である。豊橋電気に続く三河地方では2番目、愛知県内では4番目の電気事業者として1897年（明治30年）7月に開業した。電源は開業時から水力発電を採用しており、最初の岩津発電所は愛知県下で初めて成功を収めた水力発電所でもある。創業者は岡崎の実業家3名で、中でも杉浦銀蔵の家は中部電力時代に至るまで3代にわたり会社経営にあたっている。当初は合資会社組織であったが、1907年（明治40年）に株式会社へ転換を果たし、以後会社の規模を拡大していった。
1910年代末の大戦景気期末期には需要増加に発電力増強が追従せず岡崎電灯管内の西三河地方では深刻な電力不足が発生し、他の電力会社の西三河進出を許した。しかし積極的な電源開発の末に1920年代半ばには電力不足を解消し、反転攻勢に出て東三河や静岡県での大口需要家獲得に成功する。さらに岐阜県にも進出し、合名会社組織のまま経営されていた多治見電灯所と提携、これを中部電力（多治見）に改組させて傘下に収めた。こうして1920年代まで岡崎電灯は独立を維持したものの、やがて名古屋市の名古屋電灯から発展した中京地方の大手電力会社東邦電力との統合問題が現出した。
東邦電力と岡崎電灯の統合問題は、旧名古屋電灯と豊橋電気の合併から4年経った1925年（大正14年）に初めて発生した。この時は社内で合併反対論が優勢となり合併実行に至らなかったが、両社間の電力連系が1920年代末に強化されると潮目が変わり、1930年（昭和5年）に統合実施の運びとなった。統合方法は手続き上の都合から複雑なものとなり、東邦電力の出資による新会社・中部電力（岡崎）が東邦電力豊橋営業所管内の事業（旧・豊橋電気区域）を譲り受けた上で岡崎電灯を吸収合併する、という形が採られた。中部電力（岡崎）は岡崎電灯傘下の中部電力（多治見）もあわせて合併し、1930年8月発足に至った。
発足後の中部電力（岡崎）では大型紡績・レーヨン工場の三河進出を背景に供給成績を伸ばしつつ、岡崎電灯時代から電力購入先であった発電会社2社を合併するなど事業規模を拡大していく。しかし1930年代後半になって電力国家管理政策が具体化される中で親会社東邦電力が電力会社の地域的統合に舵を切ったことから、1937年（昭和12年）8月東邦電力へと吸収合併され、発足から7年で消滅した。その東邦電力も1942年（昭和17年）に解散しており、中部電力（岡崎）が供給していた地域はその後の再編を経て1951年（昭和26年）以降中部電力の営業区域の一部となっている。

## 岡崎電灯の沿革
以下、岡崎電灯の沿革について、中部電力（岡崎）との合併に至る経緯を除いて記述する。

### 合資会社設立と創業者
日本で最初の電気事業者である東京電灯が1886年（明治19年）に開業してから4年目の1889年（明治22年）、愛知県名古屋市において名古屋電灯が開業し中部地方においても電灯供給事業が出現する。その後は周辺都市に拡がりをみせ、愛知県内では豊橋市で豊橋電灯（後の豊橋電気）が1894年（明治27年）に開業してこれに続いた。
名古屋電灯は士族授産の活動から生じた会社、豊橋電灯は商業会議所の主導で設立された会社であった。これらに対し、岡崎市（1916年の市制まで額田郡岡崎町）では町内の有志によって最初の電灯会社「岡崎電灯合資会社」が起業された。創業者は杉浦銀蔵（2代目）・田中功平・近藤重三郎（初代）という岡崎在住商工業者3名である。杉浦は籠田町の呉服商「沢津屋」、田中は同じ籠田町の旅館「丸藤旅館」という家業をそれぞれ継いで営む傍ら、別の新規事業にも手を染めていた実業家。近藤は味噌・醤油醸造業「伊勢屋」を起こし、政界とも関わりをもった人物である。
この3名が電灯事業の起業に至った発端は、田中功平の親族によると、田中が旅館の常連客から電灯についての話を聞かされ興味を持ったことにあるという。その常連客の紹介によって1895年（明治28年）9月、技師大岡正（おおおか まさし）が岡崎を訪れる。大岡は水力発電勃興期から各地の発電所建設に携わった技師であり、前年開業の豊橋電灯でも発電所建設にあたっていた。大岡から直接水力発電について聴取した田中は杉浦・近藤に声をかけて賛同を得、3名で水力発電事業の起業にあたることとなった。

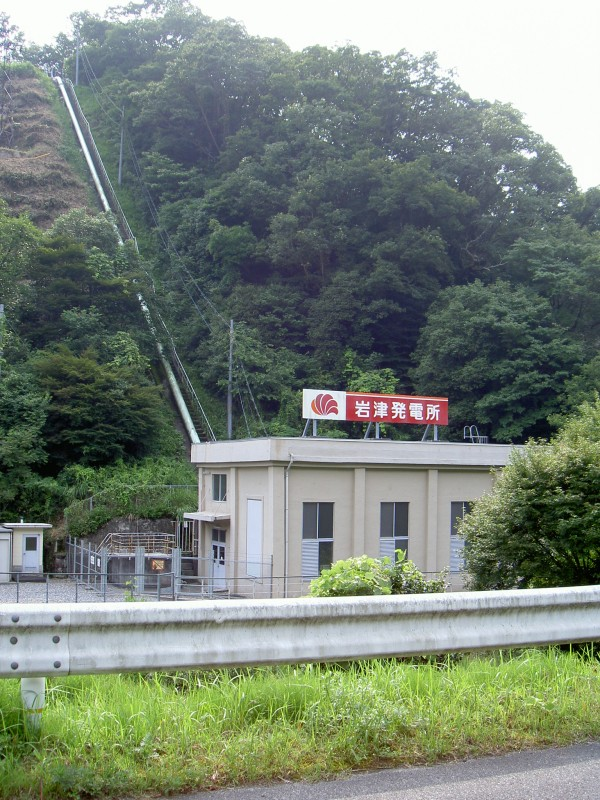
岩津発電所（2005年撮影）。建屋は建設当初からのものではない。

杉浦によると、初めは乙川（菅生川）を利用し岡崎近郊の明大寺村（現・岡崎市明大寺町）に発電所を置く計画で村とも相談したが、実際に測量すると水量十分ながら落差が不十分と判明した。その後も適地を探索した末に、矢作川水系巴川支流郡界川の上流部、奥殿村大字日影（現・岡崎市日影町）の二畳ヶ滝に着目。落差が60尺（約18メートル）あり水量も豊富な地点であり、ここでの発電所建設を決定した。1896年（明治29年）10月1日、逓信省からの電気事業経営許可を取得。次いで10月7日、近藤・杉浦・田中の3名を業務担当社員とする資本金3万円の岡崎電灯合資会社を立ち上げた。会社設立に際し、電気事業に理解がない時代のことで融資に応ずる者がいないため、創業者3名は家財や土地を売り払って資本金の3万円を調達したという。
発電所建設にあたり、創業者3名は大岡正を技師として招聘して設計・監督一切を嘱託し、地元との交渉や土地買収を近藤、測量工事・監督を田中、資金調達・物資供給を杉浦でそれぞれ分掌した。工事中には資金繰りの問題や国内では当時前例のない送電距離となったことで技術面の課題が生じたが、それらを乗り越え1897年（明治30年）にアメリカ製ペルトン水車と三吉電機工場製50キロワット (kW) 発電機を備えた岩津発電所が完成。発電所から籠田町の杉浦銀蔵宅まで4里（約16キロメートル）の間に配電線を引き、屋敷の回りを見物客が取り囲む中で電灯の点灯試験に成功した。試験成功を受けて500灯以上の供給申し込みがあったという。連尺町・籠田町・伝馬町での電柱工事を経て、7月8日付で岡崎電灯は開業をみた。
こうして開業に漕ぎつけた岡崎電灯は、愛知県下では名古屋電灯・豊橋電灯・愛知電灯（名古屋市）に続いて4番目に開業した電気事業者となった。また名古屋電灯・愛知電灯が火力発電で開業し、豊橋電灯が水力発電により開業したものの不完全で火力発電を併用せざるを得ない状況にあったため、岡崎電灯が県内で初めて水力発電の事業化に成功した事例でもあった。開業後の7月25日、六地蔵町の「宝来座」にて岡崎電灯開業式が挙行された。式には元内務大臣品川弥二郎から祝辞が贈られている（でんきの科学館に現存）。

### 創業期の苦心

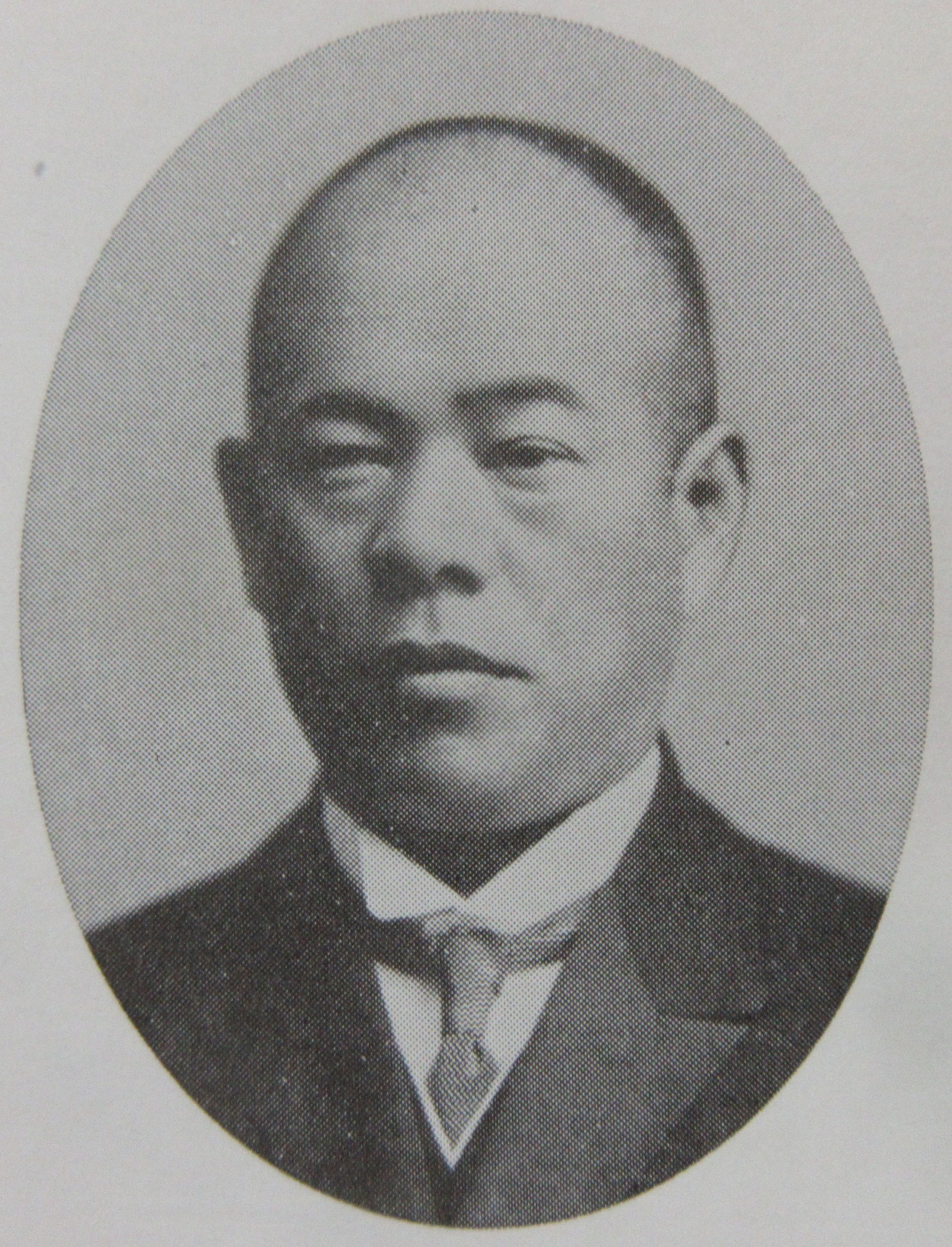
早川休右衛門商店の手島鍬司。1911年12月岡崎電灯取締役就任。

開業当初は電灯料金が高額で、従来の照明に比べて贅沢品であった。発電所には16燭灯換算1000灯の供給力があったが、それに対して1897年末時点での成績は需要家436戸・灯数755灯に留まった。さならる需要開拓のため配電線を延長する必要があったが、創業者3名は資金繰りに窮し、田中功平・近藤重三郎の両名は杉浦銀蔵に対して向こう6年半経営を委任するとして岡崎電灯から一旦退いてしまった。委任経営期間は1898年（明治31年）7月から1904年（明治37年）12月までであった。
とはいえ資金的余裕がないのは経営を任された杉浦も同じであった。そこで知己の手島鍬司を介して岡崎有数の資産家である早川休右衛門（16代目、八丁味噌醸造元）に支援を要請、その後援を得ることに成功した。岡崎電灯創業者に対する世評が悪く周りから会社が敬遠されつつあった中、早川の手形保証がつくと金融が円滑となり、町内全域への配電線架設が一挙に進行。翌1899年（明治32年）には供給灯数が1300灯に達して発電所の増設を要するまでになった。ところが事業拡大の最中の1899年10月2日、経営を引き受けていた杉浦が死去した。これを受けて岡崎電灯の経営は養子の松四郎が杉浦銀蔵の名を襲名（3代目杉浦銀蔵）した上で引き継いだ。3代目銀蔵は襲名から半年後に家業の呉服商を廃業、家財道具を競売して借財を整理し、岡崎電灯の経営に専念することとなった。
1900年（明治33年）12月、岩津発電所において水車1台と52 kW発電機の増設が完成した。これを機に岡崎町周辺と発電所付近に供給を拡大している。特に製糸・製布業者からの申し込みが多くあり、拡張した供給力もやがて消化して1906年（明治39年）には供給灯数2,600灯を数えた。電灯需要の一方で動力用電力の需要は小さく、1898年に岡崎の米屋が水車のかわりに電動精米機を取り付けて使用したのが最初の事例となった。
岡崎電灯の事業が軌道に乗ると、各地からの事業見学者が増加した。1900年代初頭にかけてその水力発電事業が模範とされたためであり、岡崎電灯関係者も各地で事業に関与することとなった。その一つが同じ三河地方の三河電力（後の東海電気）である。西加茂郡の今井磯一郎に岡崎電灯関係者（杉浦・田中・近藤の3名と大岡正）が加わって1901年3月に設立された会社で、本社を岡崎電灯社内に置いていた。同社は矢作川支流の田代川（西加茂郡小原村）での発電所建設を企画。翌1902年（明治35年）9月、出力200 kWの小原発電所を完成させ、東春日井郡瀬戸町（現・瀬戸市）で配電を始めた。

### 株式会社化

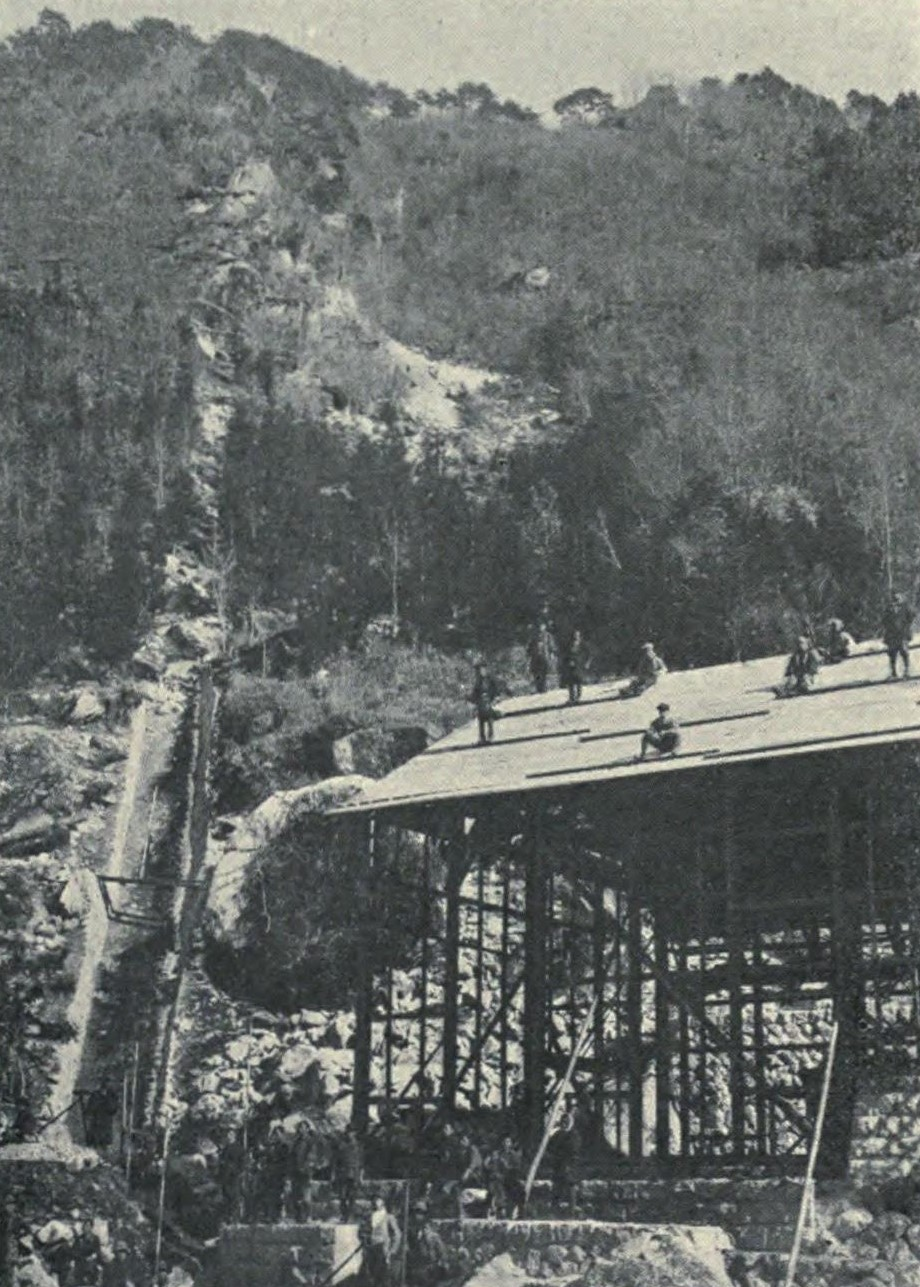
工事中の発電所（1910年）

岡崎電灯は日露戦争後の好況に乗じて事業の拡大を図り、1907年（明治40年）に資本金3万円の合資会社から資本金50万円の株式会社組織「岡崎電灯株式会社」に改組した。その手続きは、4月8日付で株式会社を設立、6月18日付で合資会社から株式会社への事業譲渡認可を得て、7月2日付で会社設立登記を遂げる、という手順を踏んでいる。設立時の取締役は杉浦銀蔵・田中功平・近藤重三郎の3名、監査役は早川休右衛門ほか1名。次いで翌1908年（明治41年）12月、役員の増員が行われた。このとき取締役に新任された太田善四郎は幡豆郡一色村の農家・政治家で、同郷の田中功平の相談で会社に参加し、以後長く会社に関係することとなる。
改組後の1909年（明治42年）、巴川支流神越川に水利権を得て、周到な準備の下に東大見発電所（出力500 kW、東加茂郡賀茂村所在）を着工した。工事は京都帝国大学を卒業したばかりの技師高石弁治が主任として担当している。高石は10年後の1919年（大正8年）に取締役へ上げられ、1922年（大正11年）12月からは社長杉浦銀蔵の下で常務取締役に就任する人物である。その一方、工事中の1910年（明治43年）3月に創業者のうち近藤重三郎が死去し、創業者3名で存命なのは田中功平のみとなった。東大見発電所は着工から2年後の1911年（明治44年）3月に竣工した。
逓信省の資料によると、1908年末時点での供給区域（未開業区域を除く）は現在の岡崎市域のうち額田郡岡崎町・岡崎村・広幡町・岩津村・常磐村大字滝および碧海郡矢作町大字矢作と、豊田市域に含まれる東加茂郡松平村の一部であったが、1912年末時点では幡豆郡西尾町（現・西尾市）、碧海郡安城町（現・安城市）、知立町（現・知立市）、刈谷町（現・刈谷市）、西加茂郡挙母町（現・豊田市）、東加茂郡足助町（同左）、宝飯郡蒲郡町・三谷町（現・蒲郡市）といった地域にも供給している。区域の拡大は東大見発電所竣工を機に周辺都市への進出を積極化させたことによるもので、電灯数は2万灯を越えた。さらに三河地方を越えて知多郡への進出も狙うが、半田方面は地元有力者（知多電灯）に供給が許可されたため東浦村（現・東浦町）のみの供給に留まった。
東大見発電所完成後には需要家に電気鉄道も加わった。岡崎では、街外れに置かれた東海道本線岡崎駅と市街地を結ぶ交通機関として馬が客車を引く馬車鉄道が1899年から運転されていた。周辺都市で路面電車が普及すると岡崎でも馬車鉄道の電化に踏み切ることとなり、1911年10月運営会社の岡崎馬車鉄道は岡崎電気軌道へと改称、翌1912年9月1日より電車運転を始めた（後の名鉄岡崎市内線・1962年廃線）。岡崎電灯では岡崎電気軌道の所要電力すべてを供給しており、その供給高は75 kWであった（1912年末時点）。
岡崎電灯では東大見発電所が完成するとすぐさま次の発電所建設に取り掛かった。先に触れた東海電気は、瀬戸町での開業後名古屋市へと進出して既存の名古屋電灯に対し競争を仕掛けたが、1907年6月同社に吸収されていた。翌1908年2月、巴川上流部に旧東海電気が建設していた巴川発電所（出力750 kW）が名古屋電灯の手により完成し、名古屋方面への送電が開始される。同社はさらに神越川で賀茂発電所（出力450 kW）の建設を計画したが、この水利権を1911年7月に岡崎電灯へと譲渡した。水利権を譲り受けた岡崎電灯では需要増加により再び供給力が不足するようになったことから1913年（大正2年）に資本金を倍額の100万円とし（1911年12月増資決議・1913年9月増資登記）、賀茂発電所を着工した。

### ガス灯の出現

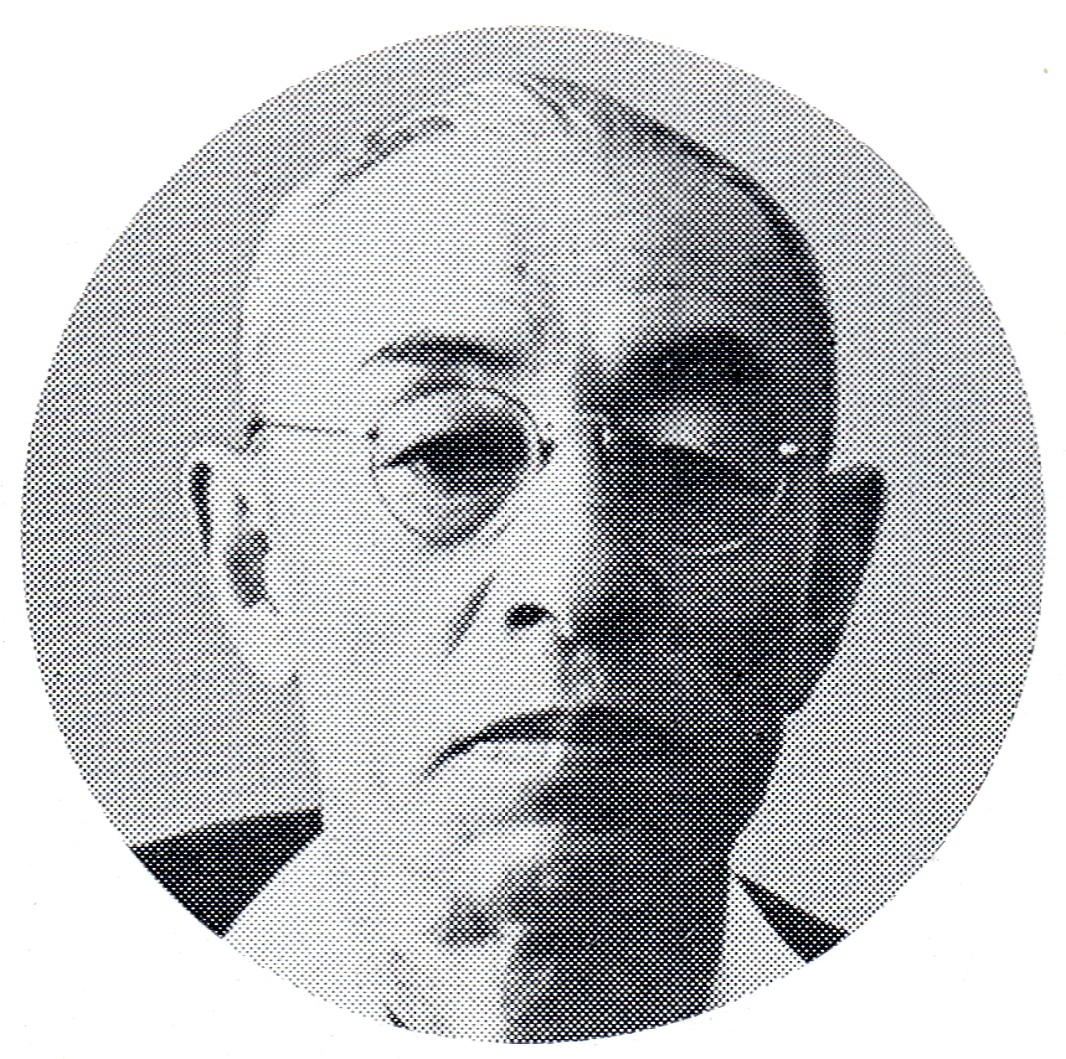
岡崎瓦斯初代社長千賀千太郎

岡崎電灯が事業規模を拡大した1910年代初頭、岡崎では電気事業に続いて都市ガス事業が起こされた。電気事業と同様に地元資本で起業された岡崎瓦斯株式会社（2003年東邦ガスへ合併）によるものである。
岡崎瓦斯の起業は、旧岡崎藩御用商人の流れを汲む岡崎財界の名士たちを中心として進められた。会社の設立は1910年（明治43年）4月のことで、資本金は20万円、社長は呉服商の千賀千太郎、取締役は深田三太夫らが務める。千賀・深田は当時の岡崎を代表する大資産家であった。同社は岡崎市街の康生町・材木町・連尺町・籠田町・伝馬町・上肴町・六地蔵町にガス管を敷設し、1911年1月1日に開業した。
岡崎瓦斯の開業当時、都市ガスの用途はガス燃焼による照明すなわちガス灯が熱利用よりも主体であり、街灯のみならず屋内灯としても広く需要があった。明治末期のころまで、ガス灯は電灯に対する競争力を十分持った照明であったためである。これは、当時の電灯で使われた白熱電球は発光部分（フィラメント）に炭素線を用いる炭素線電球であったが、消費電力が大きく、ガス灯と比較すると同じ明るさをともすのに2倍の費用を要したことによる。従って経済性に安全性が加味された場合にのみ電灯が優位に立つという状況であった。
ところがガス灯の優位はフィラメントに金属線特にタングステン線を用いるタングステン電球が出現すると崩れ去った。タングステン電球は炭素線電球に比べ長寿命・高効率であり、消費電力が約3分の1に低下したことで明るさ当たりの費用もガス灯より若干廉価となったためである。金属線電球の採用時期は事業者によって異なるが、岡崎電灯では1912年末時点で炭素線電球と金属線電球の比率は1対3となっている。こうした流れの中、岡崎瓦斯では開業後しばらくガス灯数を増やし続け1914年（大正3年）5月末には灯火用孔口数2736口を数えたが、これをピークにガス灯需要は減退に向かう。その後は熱利用への転換が進み、大正末期になって灯火用孔口数は熱用孔口数を下回った。
なお、千賀千太郎・深田三太夫の両名は長く岡崎電灯の役員ではなかったが、1922年12月にそろって監査役に就任している。

### 電力不足の発生

1910年代後半における矢作川水系の発電所位置図。
岡崎電灯が建設したのは、岩津（1897年）・東大見（1911年）・賀茂（1914年）・足助（1919年）の4か所。

1914年（大正3年）6月、岡崎電灯3番目の発電所として賀茂発電所が完成した。この当時は第一次世界大戦が勃発した頃で商工界があまり振るわず、電気の需要も見込みどおりではなく営業成績は良好とはいえなかったので、発電所を建設しすぎたという声もあった。ところが間もなく大戦景気が訪れると三河地方でも三河木綿をはじめ諸商工業が活況を呈するようになり、電灯・電力ともに需要が急増し始める。1914年11月末時点で電灯数2万9820灯・電力772馬力 (576 kW) であった供給成績は、1年後の1915年（大正4年）11月末にはともに1.2倍増の電灯数3万5044灯・電力949馬力 (708 kW) となった。
1914年2月、名古屋電灯巴川発電所の下流、東加茂郡足助町に巴川の水利権を得た。翌1915年より大戦景気下の需要増加に応ずるため足助発電所（出力1,565 kW）の建設に取り掛かり、水力発電所よりも短期間で完成する火力発電所建設も応急措置として並行して着手した。工事中の1918年（大正7年）8月に発電所建設資金を得るため210万円へと増資している。この時期にも供給区域が拡大されており、南は幡豆郡幡豆村（現・西尾市）にて1916年（大正5年）から翌年にかけて、北は西加茂郡猿投村（現・豊田市）にて1918年ごろより供給を始めた。幡豆村の事例では、電柱1本あたり10燭灯4灯分の加入者があれば岡崎電灯で設備工事をしたという。なお1916年10月に社長であった田中功平が死去し3人の創業者は全員死去した。社長職は12月より杉浦銀蔵（3代目）が継ぎ、以後岡崎電灯解散まで務めることになる。
岡崎市八帖町にて起工した岡崎火力発電所（出力600 kW）はアメリカ・ウェスティングハウス・エレクトリックに注文していた設備が大戦の影響で延着となり、1918年11月の運転開始となった。翌1919年（大正8年）10月には足助発電所も完成している。2つの発電所新設で発電力は1,075 kWから3,240 kWに上昇したが、同年11月末の供給成績は電灯数7万1312灯・電力1867馬力 (1,392 kW) という4年前に比して倍増の水準に達し、供給力不足は続く。1919年から翌1920年（大正9年）にかけてが需要増加のピークで、連日動力用電力の供給申し込みが殺到するものの供給力の制約から抽選にて需要家を決定するという状況に陥ってしまう。そのため被供給権に1馬力あたり200円前後の権利がついて需要者間で闇転売される、という現象まで発生した。
供給力不足の岡崎電灯は、競合会社として出現した後述の矢作水力から不利な条件で同社からの電力購入を契約せざるを得なくなった。受電は当初620 kW、のち2,120 kWで、1921年4月より開始。この受電以外にも自社電源増強に努め、同年8月には名古屋電灯から先に買収していた小原発電所を325 kWの発電所に改修した。1921年11月末時点の供給成績は電灯数12万5089灯・電力5259馬力 (3,922 kW) に達するも、供給力不足は依然続いた。そのため電源増強の試みが継続され、天竜川に発電所を持つ天竜川水力電気（直後に東邦電力へ合併）からの受電を選択、静岡県側の宮口開閉所渡しで1921年11月より1,000kWの受電を始める。翌1922年（大正11年）春には大浜火力発電所の建設に着手するとともに、岡崎火力発電所の600kW増設を完成させた。
経営面では、1920年3月10日に碧海郡の碧海電気（詳細後述）を合併して22万円を増資した上で、同年10月に一挙に500万円への増資を決議した。次いで12月1日、副業として経営していた植林・製材・電柱製作などの事業を分離し岡崎殖産を設立。1922年には1月30日付で幡豆郡の平坂電気（詳細後述）を合併して15万円の増資を行い、さらに8月に再び535万円の増資を決議して、資本金を倍額の1050万円としている。

### 矢作水力の三河進出

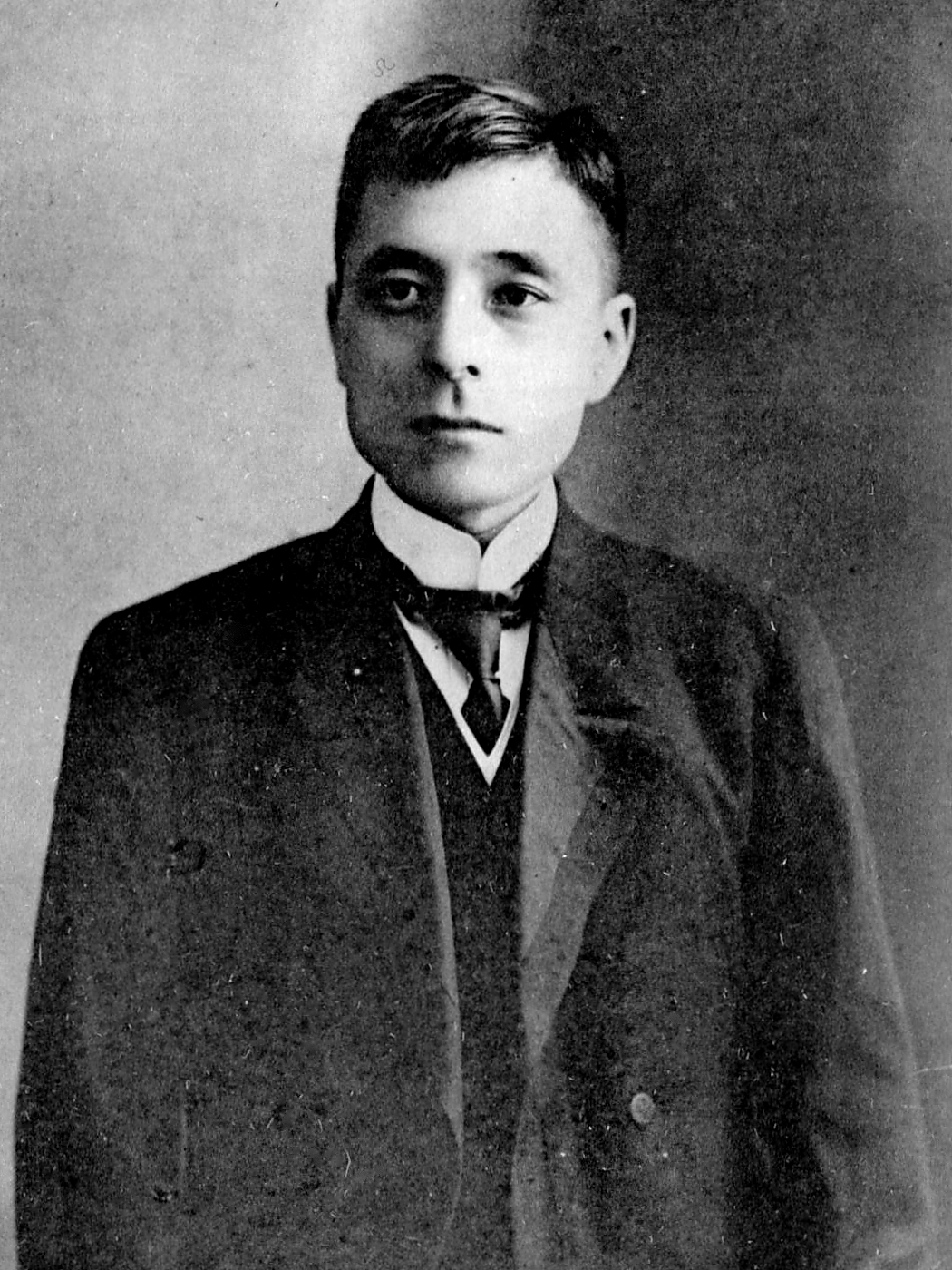
名古屋電灯社長・矢作水力創業者福澤桃介

岡崎電灯が4つの発電所を新設した矢作川水系は、その他複数の電力会社も発電所を建設した河川であった。名古屋電灯（旧・東海電気）による開発については先に触れたが、次いで日英水電が進出してきた。同社は1916年巴川上流部に巴川発電所（出力1,500 kW、前述の名古屋電灯巴川発電所とは別）を、1920年下流部に白瀬発電所（出力1,119 kW）をそれぞれ完成させる。日英水電は静岡県浜松市などを供給区域とする事業者であり、その発生電力は地元西三河ではなく浜松方面へと送電された。大戦勃発後は浜松でも電力不足が生じており、日英水電は新たな電源を求めて西三河へと進出してきたのであった。
さらに矢作川の上流部や上村川では福澤桃介（当時名古屋電灯社長）のグループが水利権を獲得し、これを開発すべく1919年3月に矢作水力が発足した。同社は1920年12月に下村発電所（出力4,200 kW）を完成させたのを皮切りに、1927年（昭和2年）にかけての短期間で6か所の水力発電所を建設していく。そしてその発生電力を名古屋方面へと送電しつつ、電力不足著しい西三河地方への参入を図って工業用電力供給を出願した。電力供給区域の認可は出願よりも小区域となったが、1921年1月岡崎市とその周辺ならびに宝飯郡蒲郡町・三谷町、1925年（大正14年）5月幡豆郡西尾町での供給を認可された。
矢作水力は、岡崎に紡績工場を新設すべく服部商店（現・興和）の服部兼三郎や地元の千賀千太郎らによって岡崎紡績が1919年3月に設立された際、安価な電力を供給するとして起業に参加していた。工場建設途上で岡崎紡績は行き詰るも、日清紡績がこれを合併、工場建設を引き継ぎ1921年11月までに2万錘の紡績機を持つ岡崎工場を完成させた（後の日清紡績針崎工場）。矢作水力から日清紡績岡崎工場への供給高は当初600 kWで、同社にとって開業初期からの大口需要家の一つとなった。その後は日清紡績以外にも西三河では岡崎・西尾・蒲郡の諸工場を需要家に加え、碧海郡刈谷町の豊田紡績（現・トヨタ紡織）刈谷工場にも供給した。
先に触れたように、岡崎電灯も矢作水力から電力を購入する立場にあった。受電開始は1921年4月からで、最大2,120 kWの契約高となったが1926年（大正15年）5月より一旦停止。同年11月から500 kWで再開され、以後1929年（昭和4年）の契約期間満了まで受電が続いた。

### 供給の広域化

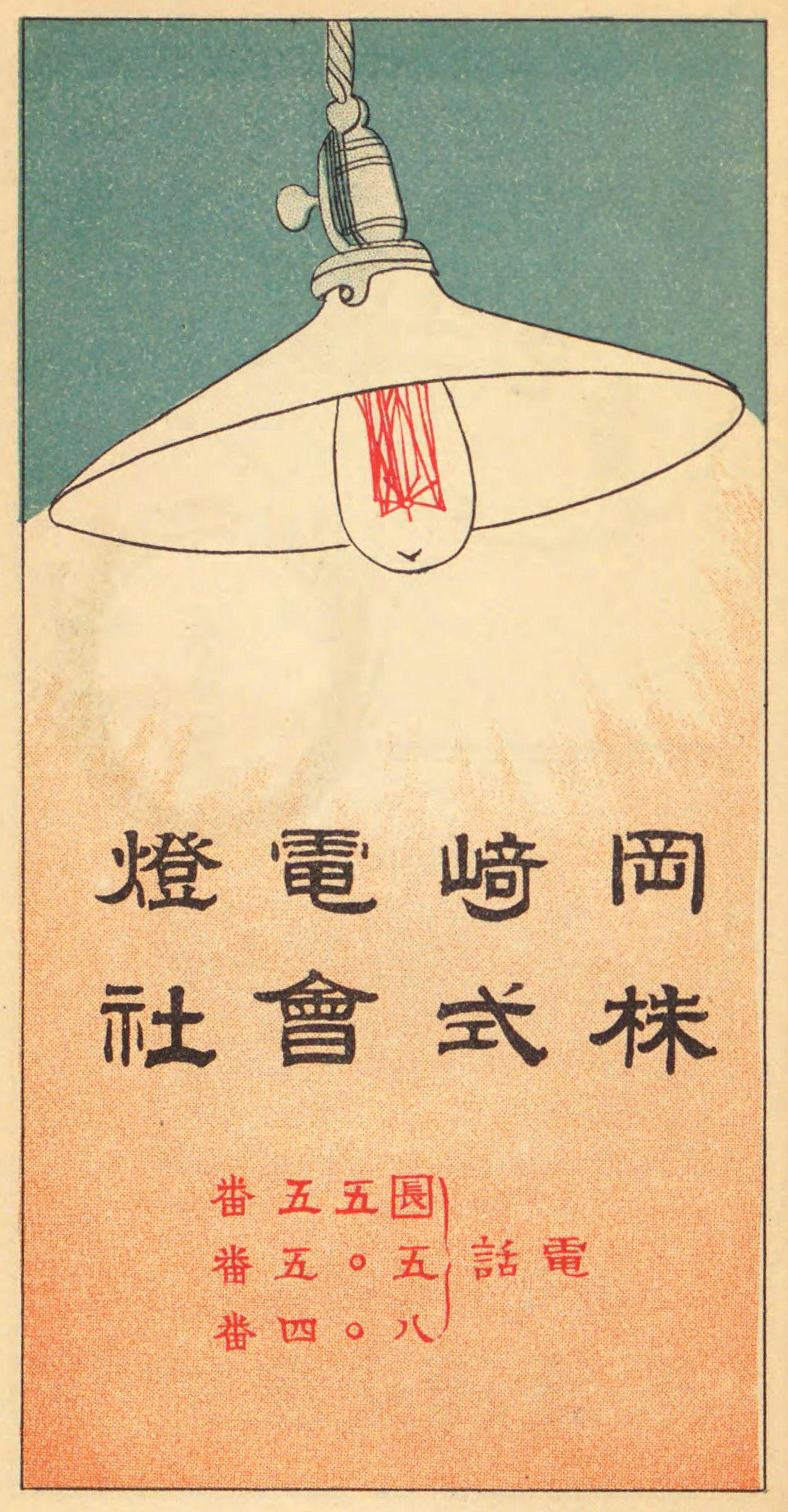
1920年代の岡崎電灯の広告

1924年（大正13年）1月、岡崎電灯は5番目の水力発電所として百月（どうづき）発電所の建設に着手し、同年2月には建設中の大浜火力発電所（出力4,000 kW）を竣工させた。百月発電所は西加茂郡小原村の矢作川本流部にて1921年4月に水利権を得た地点。大浜火力発電所は碧海郡大浜町（現・碧南市）に位置する。発電所新設に伴いようやく供給力不足は解消し、逆に余力を生ずるようになる。そこで大口供給先を開拓するという経営方針を打ち出し、供給区域外の地域に進出して1924年1月より渥美半島の渥美電鉄、6月より三河セメントへの供給を開始して東三河への進出を果たした。
翌1925年には岐阜県にも進出し、土岐郡多治見町（現・多治見市）の電力会社中部電力（多治見）への送電を開始した。同社は1924年1月、資本金200万円で発足。母体は多治見電灯所といい、多治見の雑貨商加藤嘉平とその弟乙三郎（先代）が1906年（明治39年）に創業した電気事業が起源で、長く合名会社組織のまま経営されてきていた。これを株式会社組織に改める際に岡崎電灯との提携がなされ、岡崎電灯が株式の半数を持つことで中部電力が発足したのである。岐阜県進出の一方、既存区域でも電灯供給を積極化し、1925年秋にははじめての高燭化（燭光数の高い明るい電灯への変更）の勧誘を実施、一気に供給燭光数30万燭の増加をみた。1925年11月末時点の供給成績は電灯数21万4189灯・電力1万1246馬力 (8,386 kW) に及んだ。
1926年3月、百月発電所（出力5,280 kW）が完成し、1927年（昭和2年）5月には大浜火力発電所の増設（出力6,000 kW追加）も竣工した。また1923年に株式の半数を持って水窪川（静岡県）開発のために水窪川水力電気（詳細後述）という発電会社を設立していたが、同社からの受電が1928年（昭和3年）2月より始まった。これらにより供給力不足の懸念は消滅し、営業方面への集中が可能となった。送電網が広域化する中、岡崎電灯では岡崎と静岡県の宮口開閉所を結ぶ送電線の途中、豊橋郊外の八名郡石巻村（現・豊橋市）に東三河の供給拠点として玉川変電所を新設する（1927年5月完成）。水窪川水力電気からの受電に際しては、同社が水窪川の西渡発電所から玉川変電所まで自社の77キロボルト (kV) 送電線を架設、変電所にて33 kVへ降圧してから岡崎電灯が受電するという形がとられた。
水窪川水力電気に関連して静岡県側にも大口需要家が出現した。浜松の北に位置する浜名郡北浜村（現・浜松市浜名区）に誘致され1926年11月に操業を開始した日清紡績浜北工場がそれで、同年11月3日より供給を開始したのである。供給高は当初800 kW、工場拡張後2,200 kW。浜松方面は当時東邦電力傘下の東京電力（旧・早川電力、早川電力時代に日英水電を吸収）が供給をほぼ独占していたが、日清紡績に水窪川水力電気の株式を引き受けてもらい岡崎電灯経由で送電するという提携が成立したため供給が可能となった。こうした大口供給以外にも引き続き電灯の高燭化勧誘が展開されており、1927年春2度目の勧誘により50万燭増加、1928年春には3度目の運動により70万燭増加という好成績を挙げた。供給成績は1929年（昭和4年）11月末時点で電灯26万1997灯・電力1万9925馬力 (14,858 kW) であった。
岡崎電灯の需要開拓には電気鉄道への積極的供給も含まれた。ほかの電力会社が負荷率の低さから供給を渋る中、岡崎電灯はその隙間を埋めたのである。上記の通り1924年1月現在の豊橋鉄道渥美線にあたる渥美電鉄への送電を始めたのち、1926年にかけて現在の豊橋鉄道東田本線にあたる豊橋電気軌道、現在のJR飯田線南部にあたる豊川鉄道・鳳来寺鉄道、現在の名鉄三河線にあたる三河鉄道、現在の名鉄西尾線にあたる碧海電気鉄道と新規供給を開始。次いで1928年3月からは静岡県側、現在の遠州鉄道鉄道線にあたる遠州電気鉄道への供給も開始している。最後に同年10月、岡崎と西尾方面を結んだ愛知電気鉄道西尾線も加わった。
経営面では、1927年（昭和2年）2月15日、前述の岡崎殖産を合併した。さらに同年6月には1180万円の増資を決議して、資本金を2300万円としている。

## 中部電力（岡崎）の展開
以下、岡崎電灯との合併の経緯を含めた中部電力（岡崎）の沿革について記述する。

### 事業再編の波

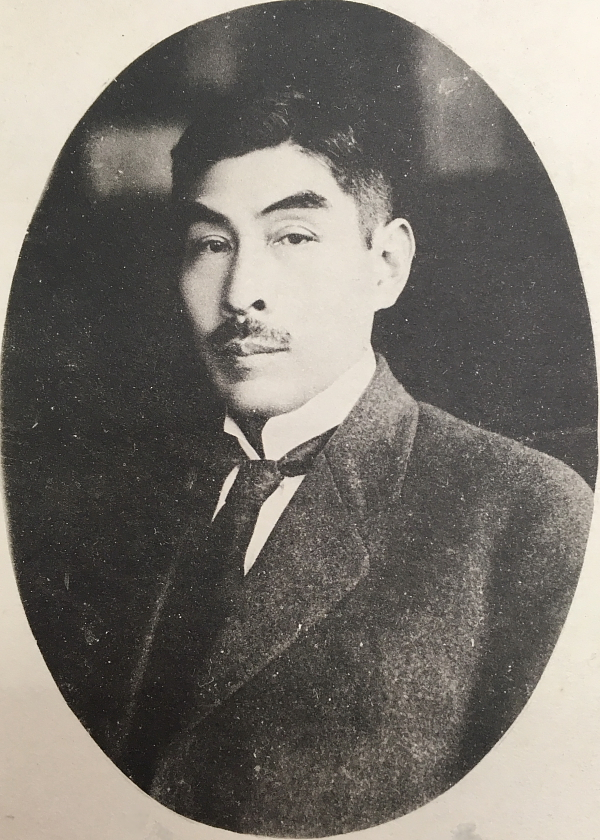
東邦電力社長松永安左エ門

前述のように、岡崎電灯に先行して開業した愛知県内の電気事業者に名古屋電灯と豊橋電気（旧・豊橋電灯）が存在した。名古屋電灯は1889年（明治22年）に名古屋市にて開業した電力会社で。岐阜県に長良川発電所や木曽川八百津発電所を建設するなど順次その事業を拡大していく。一方の豊橋電気は1894年（明治27年）に県東部の豊橋市に開業した会社で、宝飯郡や渥美郡など豊橋周辺地域へ徐々に進出していった。同社は事業拡大の中で1916年（大正5年）に西遠電気という会社を合併し、静岡県浜名郡のうち浜名湖以西の地域（2010年以降の湖西市域に相当）を供給区域に含んだ点が特徴である。
1920年代に入ると、名古屋電灯は周辺事業者の合併を積極化し、愛知県や岐阜県の事業者6社を立て続けに合併した。そのうち1社が豊橋電気であり、1921年（大正10年）4月に合併が成立、豊橋電気は名古屋電灯豊橋営業所に姿を変えた。さらに名古屋電灯は1921年10月に奈良県の関西水力電気と合併して関西電気となる。この関西電気も引き続き合併路線を採り、1922年（大正10年）には九州地方の電力会社九州電灯鉄道を合併、資本金1億円超の大電力会社東邦電力株式会社へと発展した。この過程で東邦電力は天竜川に発電所を構える天竜川水力電気も合併し、静岡県下浜松方面における日本楽器製造（現・ヤマハ）や繊維会社などへの電力供給を引き継いでいる。この浜松周辺における事業も東邦電力豊橋営業所の管轄であった。
周辺地域における電気事業再編の結果、岡崎電灯の供給区域は東邦電力名古屋・豊橋両区域の間に挟まれる形となった。東邦電力側から見ると送電や経営の面でこの地域の整理は懸案であった。一方岡崎電灯側でも、一部の重役から孤立した状況に対して不満の声が上がっていた。1925年（大正14年）11月、東邦電力との合併を支持する岡崎電灯取締役中村慶助が、両社の間で合併仮契約の調印を済ませたと発表する。その内容は、合併に際して岡崎電灯の株主に対し持株1株につき東邦電力株式を1.3株の割合で交付する、というものである。しかし社長の杉浦銀蔵らは合併不可論を唱え、同社重役会議にて投票の結果反対多数で合併せずと決まった。
東邦電力は豊橋区域において、長篠発電所をはじめとする豊川の発電所（3か所、出力計2,050 kW）と他事業者の受電電力を電源として供給しており、名古屋区域とは別個の電力系統であった。両区域の連系が成立したのは、1925年に東京電力（旧・早川電力）への送電を目的として名古屋火力発電所（名古屋市）から浜松変電所へと至る浜松送電線（77 kV送電線）が架設されたのち、1927年（昭和2年）8月にその途中に豊橋変電所が新設された際のことである。東邦電力では1927年にかけて、奈良区域と連系するなど余剰電力消化のため送電網を広域化していたが、愛知県内でも東邦電力名古屋・豊橋両区域と岡崎電灯区域の連系については、東邦電力側が電気の周波数を60ヘルツとしているのに対し岡崎電灯区域が50ヘルツに設定している、という技術的障壁があり困難であった。

### 中部電力の成立過程

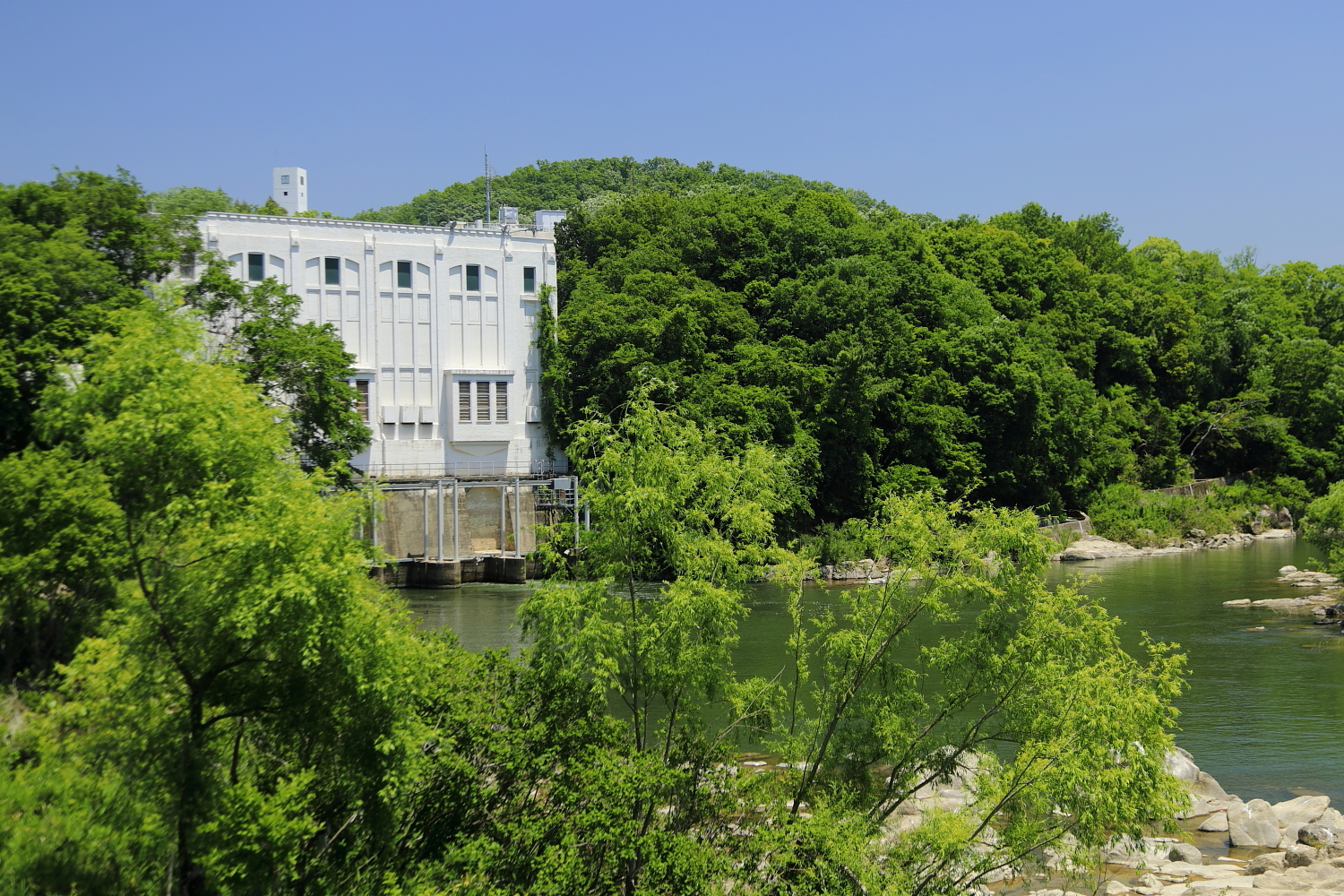
越戸発電所（2019年撮影）

矢作川本流部、西加茂郡猿投村（現・豊田市）において、東邦電力系列の三河水力電気が建設していた越戸発電所（出力7,500 kW）が1929年（昭和4年）12月より運転を開始した。発電所完成に先立つ同年4月2日、東邦電力と岡崎電灯の間で、東邦電力が受電する越戸発電所の発生電力のうち4,600 kWを岡崎電灯が受電する、という電力受給契約が成立する。加えて岡崎電灯が周波数を東邦電力と同じ60ヘルツに統一した上で最大10,000 kWの電力を融通する、という電力融通契約も締結された。周波数変換工事は1929年春より順次行われ、越戸発電所からの送電開始（1930年3月）を挟んで1931年（昭和6年）春にかけて実施されることになる。この工事費は28万円であったが、周波数変更設備が不要となった東邦電力がその費用10万円を転用して工事費の一部を負担している。
このように東邦電力・岡崎電灯間の受電・電力融通契約が締結されるなど連系が深まり両社の関係が緊密化すると、再び三河地方における事業統一の機運が生じ、両社で統合への交渉が進行した。その中で、統合方法について単純に東邦電力が岡崎電灯を合併する、反対に東邦電力が豊橋区域を岡崎電灯へ譲渡する、といった方法も検討されたが、新会社「中部電力株式会社」を設立して東邦電力豊橋区域を統合し岡崎電灯を合併する、という中間的な方法を採ることに決まった。1930年1月に決定された合同電気（旧・三重合同電気）への東邦電力四日市・奈良両支店移管では東邦電力からの現物出資によるという方法が採られたが、当時岡崎電灯は資本金2300万円に対し885万円の未払込があり増資が不可能なため、これとは異なり新会社設立という手続きの採用となった。
その新会社・中部電力は1930年（昭和5年）2月15日、資本金650万円にて東京市麹町区丸ノ内（現・千代田区丸の内）に設立された。東邦電力から松永安左エ門・宮川竹馬らが役員に入っている。2日後の17日付で650万円の増資を決議し、19日付で登記上の本店を東京から岡崎市籠田町16番地へと移した。そして翌20日、中部電力は岡崎電灯との間に合併契約を締結した。合併条件は、存続会社の中部電力は資本金を2645万円増資して3945万円とし、新株を解散する岡崎電灯の株主に対して持株1株につき1.15株の割合で交付する、というもの。これらの操作により、新会社の株式を岡崎電灯側は52万9000株、東邦電力側は26万株持つことになる。株主総会における合併決議は、中部電力側では3月10日、岡崎電灯側では12日に実施された。また東邦電力から中部電力への豊橋営業所管内における電気事業一切の譲渡については、3月12日の東邦電力株主総会にて決議された。譲渡資産の金額は簿価に等しい906万2505円79銭である。
1930年3月28日、中部電力はさらに中部電力（多治見）との間で合併契約を締結、4月7日の株主総会にてその合併を決議した。この合併により中部電力は440万円増資して資本金を4385万円とし、新株を中部電力（多治見）の株主に対して持株1株につき2.2株の割合で交付することとなった。同社は先に触れたように岐阜県土岐郡多治見町（現・多治見市）の事業者で、土岐郡や可児郡・恵那郡を供給区域とし、岡崎電灯の傘下にあり合併当時は岡崎電灯の杉浦銀蔵が社長を兼ねていた。
中部電力・岡崎電灯合併の期日は契約上1930年7月1日付と定められていたが、主務官庁からの合併認可が下りたのは7月31日であった。同日には東邦電力豊橋営業所管内における事業の譲受け認可も下りている。合併認可が契約上の合併期日よりも遅れたため、岡崎電灯の合併と東邦電力豊橋営業所統合の実施は8月1日付となった。中部電力（多治見）についても8月23日付で合併認可があり、翌々日の25日、中部電力は岡崎電灯・中部電力（多治見）両社に関する合併報告総会を開催し、合併手続きを完了した。被合併会社は両社とも同日をもって解散している。報告総会では中部電力の新役員が決定され、社長に杉浦銀蔵、副社長に高石弁治、常務に杉浦英一がそれぞれ就任した。杉浦銀蔵は岡崎電灯社長、高石は同社副社長からの転任。杉浦英一は銀蔵の次男で、東邦電力豊橋営業所長から転じた。

### 発電力の増強

1930年代後半における矢作川水系の発電所位置図。

中部電力では、東邦電力豊橋区域の移管によって豊川の3水力発電所と豊根発電所（総出力5,500 kW）を継承した。また合併した中部電力（多治見）は庄内川水系に4か所の発電所（総出力779 kW）を持った。これらを加えた結果、中部電力発足当初の発電所は水力発電所14か所・総出力14,624 kWおよび火力発電所2か所・総出力11,200 kWを保有した。
発足後、1930年代を通じて中部電力は水力電源の増強に注力した。まず1934年（昭和9年）11月、愛知県東加茂郡阿摺村（現・豊田市）にて出力4,000 kWの阿摺（あすり）発電所を完成させた。矢作川本流部、百月発電所と三河水力電気越戸発電所の間に位置する発電所で、1924年4月に水利権を取得、岡崎電灯時代から着工準備を済ませていた地点にあたる。次いで翌1935年（昭和10年）7月、岐阜県恵那郡串原村（現・恵那市）、矢作川水系明智川（岐阜県）にて出力1,000 kWの明知川発電所も運転を開始した。なお岐阜県では、これに加えて土岐郡稲津村（現・瑞浪市）にある庄内川水系小里川の小里川第四発電所（出力100 kW）を1935年（昭和10年）2月1日付で伊藤専一から譲り受けている。
合併による発電所の取得もあった。水窪川水力電気（詳細後述）の合併では西渡発電所（出力2,400 kW）を、天竜電気（詳細後述）の合併では気田発電所（出力2,437 kW）をそれぞれ引き継いでいる。静岡県側・天竜川水系の発電所であり、西渡発電所は水窪川、気田発電所は気田川に位置する。どちらも岡崎電灯時代の発電所完成時から地元供給分を除き発生電力を岡崎電灯へと送電していた。両発電所の取得後、中部電力では静岡県内で自社発電所建設に着手した。1つ目は気田発電所の上流側に位置する豊岡発電所、2つ目は西渡発電所の既設流木路を活用する土場発電所である。豊岡は出力8,130 kW、土場は出力275 kWの発電所として東邦電力との合併後にあたる1938年（昭和13年）2月・3月に完成をみた。
1937年8月に東邦電力と合併する際の発電力は、水力発電所19か所・総出力24,564 kW（工事中除く）、火力発電所1か所・出力10,000 kW（岡崎火力発電所は廃止）であった。

### 東邦電力との連系強化
上記自社電源に対し、受電電力は東邦電力からの12,100 kW（うち三河水力電気から4,600 kW）、水窪川水力電気・天竜電気からの各2,250 kW、大同電力その他からの1,150 kW、合計17,750 kWに及んだ。このうち東邦電力からの受電7,500 kWは豊橋区域の移管とともに東邦電力豊橋変電所・自社相生町発電所（浜松市）を受電地点として開始されたものである。
東邦電力豊橋区域を継承するにあたり、送電線・変電所も引き継いだが、77 kV送電幹線とこれに接続する変電所に関しては中部電力への移管対象外とされ東邦電力に残された。その東邦電力77 kV送電線のうち、名古屋火力発電所から豊橋変電所へ至る途中に半田方面への分岐点として依佐美変電所（碧海郡依佐美村所在）が新設されると、中部電力でも連絡線を建設して1930年11月に依佐美変電所における電力融通認可を得た。
東邦電力との電力融通地点はその後1934年7月豊橋・相生町両変電所にも拡大し、翌1935年12月には3地点から5地点への変更が認可された。逓信省の資料によると1936年末時点における東邦電力との電力融通地点は越戸・依佐美・豊橋・玉川・相生町の5変電所で、最大12,000 kWの相互融通が認可されている。また1936年11月に自社の幸田変電所（額田郡幸田村所在）が完成、幸田変電所渡しで東邦電力から常時10,000 kWの受電が始まり、東邦電力からの常時受電は計22,100 kWとなっている。こうして東邦電力との受給地点は計6地点に増加し、東邦電力と中部電力の送電系統の一体化はほとんど完了した。
1936年末時点での受電電力は、東邦電力からの受電最大34,100 kW以外に、静岡県側での富士電力湯山発電所からの受電最大24,000 kWと岐阜県側での大同電力その他からの受電最大6,575 kW（うち大同電力の5,000 kWは融通電力）があった。規模の大きい湯山発電所からの受電は、発電所落成に伴い1935年11月1日より受電を開始したもの。受電契約は第二富士電力（富士電力の傍系会社、1936年3月同社が吸収）が大井川にて湯山発電所を建設中に締結。湯山発電所の発生電力すべてを中部電力が購入するとともに専用の自社送電線を接続するという内容で、実際に中部電力では湯山発電所と西渡発電所を結ぶ約43キロメートルの77 kV送電線を整備している。同時期に既設送電線の昇圧も施工されており、湯山発電所から豊橋市郊外の玉川変電所を挟んで岡崎市内の八帖変電所まで77 kV送電線で繋がった。

### 供給・経営の動き
岡崎電灯・中部電力（多治見）合併後最初の決算にあたる1930年9月末時点で、中部電力の取付灯数は46万3812灯、電力供給は3万6930.8馬力 (27,539 kW) であった。供給成績は下記#業績推移表にある通り1930年代前半に減少した時期があったが、6年半後の1937年（昭和12年）3月末時点では取付灯数は1.1倍増の52万4166灯、電力供給は2.4倍増の8万7053.1馬力 (64,915 kW) となった。
電力供給の増加は、三河地方における大型繊維工場新設の影響が大きい。1934年までに中部電力が供給契約を締結した新規工場には、日本レイヨン岡崎工場（現・ユニチカ岡崎事業所）、日清レイヨン岡崎工場（後の日清紡績美合工場）、内外綿安城工場、愛知織物幸田工場がある。このうち岡崎市日名町の日本レイヨン岡崎工場は6,000 kWを供給（1936年末時点）する大口需要家であり、1935年3月より供給を始めた。その後も1935年内には相模紡績豊橋工場・辻紡績今村工場・浜名紡績新居工場と新規供給開始が相次いでいる。
電力供給の拡大にあたっては周辺事業者との摩擦も生じた。その一つに、東京電灯（1928年に東京電力を合併）との間で生じた東洋紡績浜松工場供給問題がある。これは東京電灯が東洋紡績浜松工場に対し電力料金の値上げを求めた際、それを不服とする工場側が中部電力との間に供給契約を秘密裏に締結したことに端を発する。契約は東京電灯から受電中の1,200 kWの契約を打ち切り、中部電力から新規受電分をあわせて2,600 kWを受電するというものであった。この動きに対し、東京電灯は親会社東邦電力との間に締結していた営業協定が東邦電力豊橋区域を引き継いだ中部電力にも当然適用されると抗議した。この問題は逓信省の調停により1934年7月、東京電灯が1,200 kWの供給を継続し新規分1,400 kWの供給は中部電力が分担する、という形で解決し、両社間でも営業協定が成立をみた。
三河地方では矢作水力との間に紛擾を生じた。1933年1月、矢作水力側が岡崎市美合町に新設された日清レイヨン岡崎工場への特定電力供給（供給区域外の供給）を逓信省へ申請したのが発端。同地の供給権を有する中部電力が反発し混乱が生じたが、愛知電気鉄道社長の藍川清成が調停に入り、6月末に協定締結という形で落ち着いた。協定内容は、矢作水力が中部電力の変電所を通じて日清レイヨンへと給電することで名義上は中部電力・実質上は矢作水力による供給という形で妥協する、両社は以後競争や挑発行為を避ける、というもの。これで一旦紛争は落ち着くが、1934年12月、刈谷に工場を持つ豊田自動織機製作所（現・豊田自動織機）が挙母に新工場を建設するにあたり、刈谷工場での供給関係から新工場分についても矢作水力にとの間に供給契約を締結したことで再燃した。紳士協定の解釈をめぐり両社は正面衝突するが、新工場計画が破棄されたため対立は雲散霧消した。その後豊田自動織機は刈谷工場の拡張に踏み切り、これに伴う1,000 kW受電増は1936年4月矢作水力に認められた。

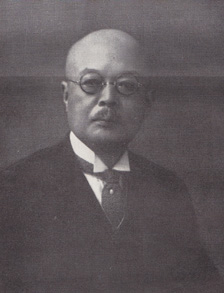
会長に就任した藍川清成

経営面では、先に触れた通り水窪川水力電気・天竜電気の合併で資本金の増加があったが、合併を伴わない増資は実施されていない。水窪川水力電気の合併は1934年2月28日付で、合併による増資は100万円（全額払込）。天竜電気の合併は1936年2月18日付で、合併に伴う増資は150万円（90万円払込）である。両社合併後の中部電力の資本金は4635万円となった。一方、払込資本金額は当初2794万4500円で始まり、合併のほか2度にわたる払込金徴収（1936年3月・1937年3月）も実施された結果、1937年3月末時点では3864万9000円となっている。また株式関連の事項として、証券保有のための子会社妻木電気が挙げられる。同社は岐阜県土岐郡妻木町（現・土岐市）を供給区域とする電力会社で、旧岡崎電灯が1929年4月に株式を買収していたもの。中部電力は妻木電気の全株式を持つ一方、妻木電気に多数の自社株を持たせていた。
経営陣を見ると、1933年（昭和8年）11月、岡崎電灯以来の社長杉浦銀蔵が退任し、中西四郎が後継社長に就いた。杉浦の退陣は、日本興業銀行（興銀）からの借入金を社債へと振り替える交渉に失敗し、住友銀行からの低利借入金をもって興銀の借入金を返済したために興銀の後援が途切れてしまったことに対する引責とされる。新社長の中西は元逓信省電気局長で、前身岡崎電灯の顧問を1929年より務めていた人物である。ところが、社内では岡崎電灯の時代から対立があったが、中部電力成立後は東邦電力系の勢力が浸潤して内紛問題が激しくなったという。そこで1934年10月、経営陣を刷新し、愛知電気鉄道社長の藍川清成を取締役会長に迎え、社長には副社長の高石弁治を昇格させた。高石の社長在任は2年間で、1936年12月には杉浦英一と交代している。

### 東邦電力への合併

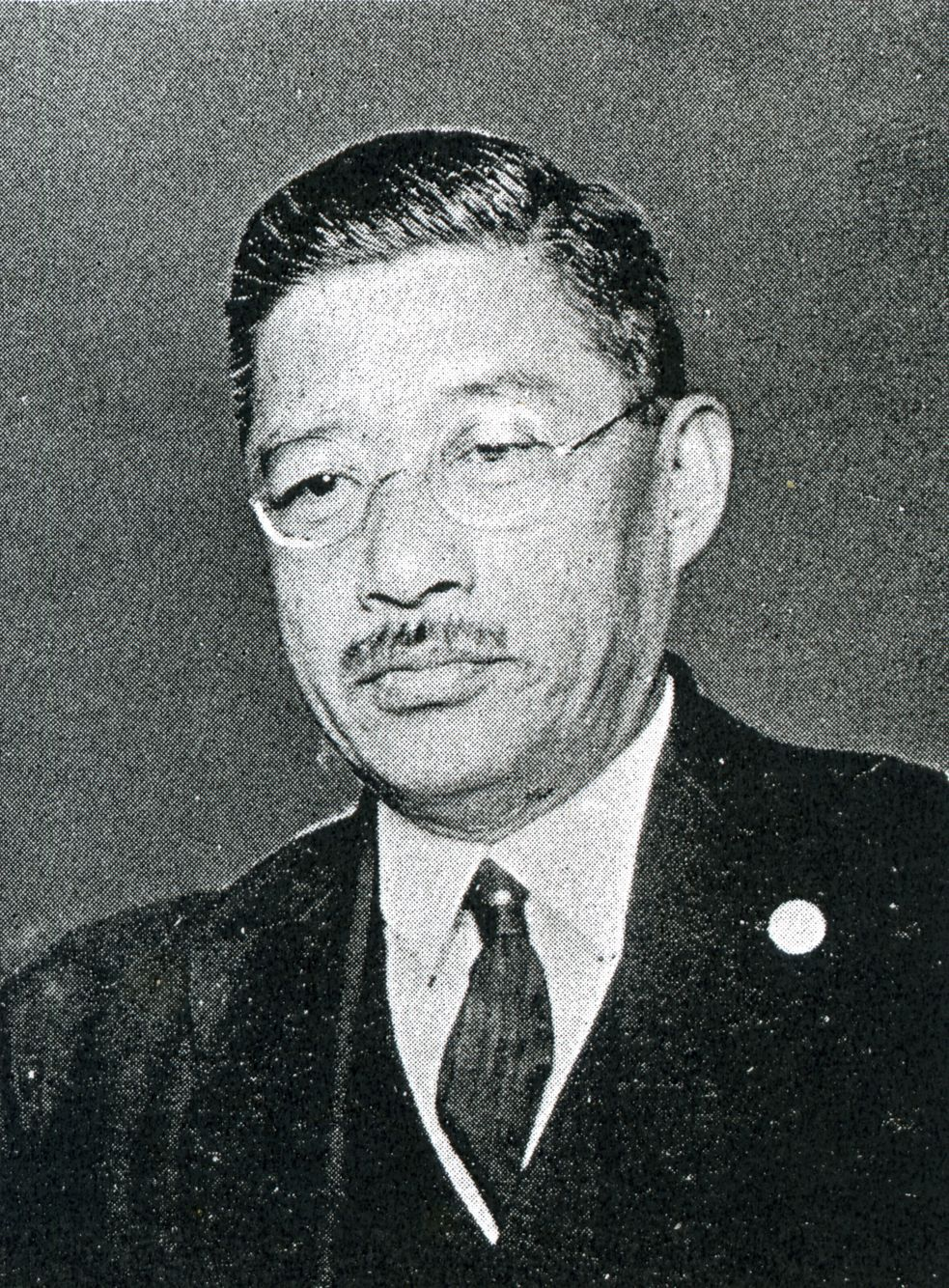
電力国家管理政策を推進した逓信大臣頼母木桂吉

中部電力は設立以来東邦電力と緊密な関係を保ち、技術面では電力の受給地点が6か所となって両社はほとんど同一の電力系統を形成した。また発足当初は岡崎電灯が発展した会社という色彩が強かったが、次第に東邦電力の影響力が強くなっていったという。そして1937年（昭和12年）5月13日、両社は合併契約を締結するに至った。東邦電力が中部電力の合併に踏み切った背景には、当時具体化されつつあった電力国家管理政策に対抗する思惑があった。
東邦電力を経営する松永安左エ門は、1920年代から電力業界の統制を訴えていた人物であった。その主たる主張は、技術面では広大な地域の発電所を送電線で連系し発電力の過不足を調整するという「超電力連系」と、建設費が水力発電に比して安い火力発電を活用して供給を補うという「水火併用」であり、経営面では全国を数ブロックに分割し一つの地域には一つの事業者が独占的に供給する「一区域一会社主義」というものであった。これらの主張はただちに現実化するものではないため、まずは周辺地域の事業者と送電連系し供給力を相互補給する「電力プール」の形成を優先し、主張の具体化を始めた。中部電力の設立や、それに前後して行われた合同電気との提携、九州での送電連系はその一環である。
松永の経営面におけるもう一つの主張が、政府の規制強化とあわせた民有民営のままでの業界統制である。業界の自主統制が進展するならば、豊富で低廉な電気を供給する上では民営の方が有利であると訴えていた。松永の主張に対し、時代が昭和に入ると電力国営論が台頭し1936年3月に広田弘毅内閣が発足すると逓信大臣頼母木桂吉の下で逓信省が電力国家管理政策を主導するようになる。民間電力会社に発送電設備を出資させて特殊会社を新設し、同社を通じて政府自ら発送電事業を経営する、という「民有国営」の方向で国家管理政策は具体化され、10月には「電力国策要綱」が閣議決定されるところまで進んだ。内閣総辞職により成立しなかったが、翌1937年1月には関連法案が帝国議会へと上程された。
この電力国家管理政策の動きに対抗するため、松永は業界の自主統制を具体化する必要に迫られた。そこで従来からの主張である「一区域一会社主義」を実現させるため、東邦電力による周辺事業者の自主統合を始める。その中で1937年に、東邦電力は合同電気と中部電力の2社を相次いで吸収したのであった。

### 合併実施とその後
1937年5月に締結された東邦電力と中部電力の合併契約による合併条件は以下の通り。
- 存続会社を東邦電力とし、中部電力は合併により解散する。
- 東邦電力は資本金を3300万円増資し、額面50円全額払込済株式66万株（払込金額計3300万円）を発行する。
- 東邦電力は新規発行の上記株式を中部電力の株主に対して交付する。その割合は中部電力の株式1株につき1株。
  - ただし東邦電力が保有する中部電力株式26万7000株に対しては新株を割り当てず、消却する。
- 合併期日までに中部電力は未払込資本金770万1000円の払込みを完了し、資本金4635万円を全額払込みとする。
- 合併期日は1937年8月31日とする。

1937年5月29日、東邦電力・中部電力両社で株主総会が開催され、東邦電力では合併を議決、中部電力では合併とそれに伴う解散を決議した。両社の合併は契約どおり1937年8月31日付で実行に移され、同年9月29日に東邦電力にて合併報告総会が開かれて合併手続きが完了。そして同日付をもって中部電力は解散した。
電力国家管理政策実現への動きは合併成立後に進展し、1938年（昭和13年）に「電力管理法」と関連法が公布・施行されるに至る。これにより、既存の電気事業者から火力発電所と主要送電線を出資させて国策会社「日本発送電株式会社」を設立、同社を通じて電気事業を政府が管理する、という体制が1939年（昭和14年）4月1日をもってスタートした。その後さらなる国家管理の強化が提唱され、1940年（昭和15年）7月、水力発電設備を含む主力発送電設備を日本発送電に帰属させて国家管理を強化するとともに、全国を数地区に分割して一つ地区につき一つの国策配電会社を設立する、という方針が決定する。これに基づいて日本発送電への発送電設備出資が1941年（昭和16年）10月1日と翌1942年（昭和17年）4月1日に実行に移され、配電統制令に基づく国策配電会社9社の設立も1942年4月1日に実施された。
電力国家管理政策に関連して、東邦電力は1939年4月・1941年10月・1942年4月の3度にわたって日本発送電へと設備を出資。さらに1942年4月には、配電会社9社のうち中部配電・関西配電・四国配電・九州配電の4社に対しても設備を出資した。この際、旧中部電力に関連する発電所や供給区域は日本発送電ないし中部配電に引き継がれている。各社に設備を出資して電気事業を喪失した東邦電力は1942年4月1日をもって解散、消滅した。

### 業績推移表
1930年上期から1936年下期までの各期における資本金・収入・支出・純利益と配当率の推移は下表の通り。
- 決算期は9月末（上期）と翌年3月末（下期）。
- 支出には償却費を含む。
- 会社の「営業報告書」（J-DAC「企業史料統合データベース」収録）を典拠とする。加えて大阪屋商店編集『株式年鑑』も適宜参照した。

| 年度   | 公称 資本金 （千円） | 払込 資本金 （千円） | 収入 （千円） | 支出 （千円） | 純利益 （千円） | 配当率 (%) | 取付電灯数 （灯） | 供給電力 （馬力） |
| ------ | -------------------- | -------------------- | ------------- | ------------- | --------------- | ---------- | ----------------- | ----------------- |
| 1930上 | 43,850               | 27,944               | 2,293         | 1,236         | 1,057           | 10.0       | 463,812           | 36,930            |
| 1930下 | 43,850               | 27,944               | 3,352         | 1,940         | 1,411           | 9.0        | 460,451           | 34,751            |
| 1931上 | 43,850               | 27,944               | 3,218         | 1,886         | 1,332           | 9.0        | 456,383           | 36,764            |
| 1931下 | 43,850               | 27,944               | 3,269         | 1,990         | 1,279           | 8.5        | 460,232           | 37,220            |
| 1932上 | 43,850               | 27,944               | 3,235         | 2,053         | 1,181           | 8.0        | 461,022           | 36,759            |
| 1932下 | 43,850               | 27,944               | 3,370         | 2,172         | 1,198           | 8.0        | 463,681           | 42,088            |
| 1933上 | 43,850               | 27,944               | 3,485         | 2,290         | 1,195           | 8.0        | 470,536           | 46,943            |
| 1933下 | 44,850               | 28,944               | 3,873         | 2,571         | 1,301           | 8.0        | 466,045           | 48,947            |
| 1934上 | 44,850               | 28,944               | 3,893         | 2,527         | 1,365           | 8.0        | 477,327           | 55,196            |
| 1934下 | 44,850               | 28,944               | 4,164         | 2,704         | 1,460           | 8.0        | 482,277           | 62,644            |
| 1935上 | 44,850               | 28,944               | 4,402         | 2,804         | 1,597           | 8.0        | 492,176           | 71,587            |
| 1935下 | 46,350               | 33,515               | 4,842         | 3,112         | 1,730           | 8.0        | 499,158           | 79,029            |
| 1936上 | 46,350               | 33,515               | 5,023         | 3,225         | 1,797           | 8.0        | 510,511           | 84,807            |
| 1936下 | 46,350               | 38,649               | 5,451         | 3,424         | 2,027           | 8.0        | 524,166           | 87,053            |

## 被合併会社の沿革
岡崎電灯および中部電力（岡崎）が合併した電力会社のうち、中部電力（多治見）以外の4社、碧海電気・平坂電気・水窪川水力電気・天竜電気の4社について以下に詳述する。

### 碧海電気

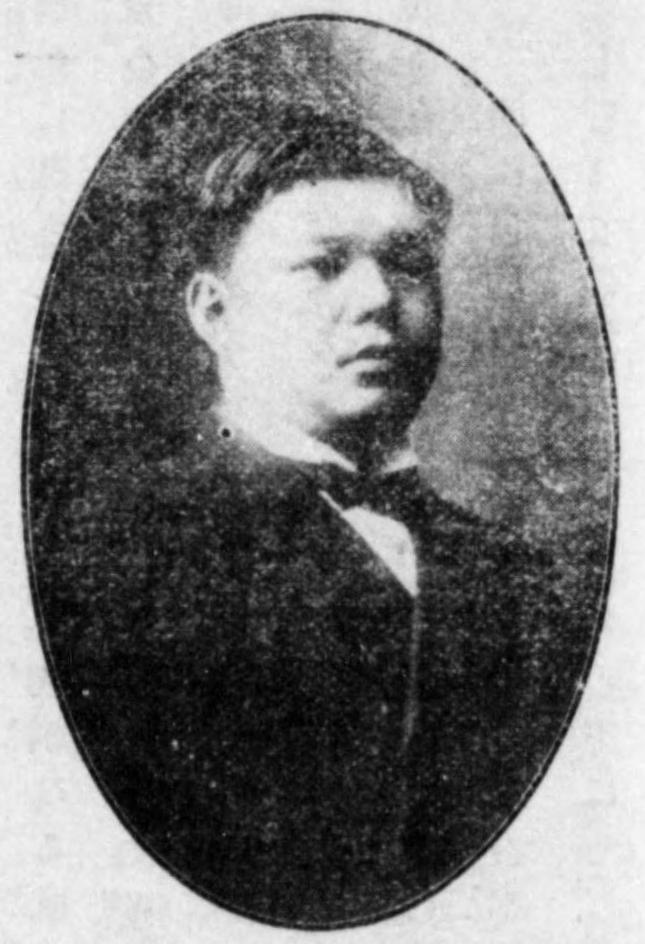
才賀電機商会代表才賀藤吉

先に触れた通り、愛知県碧海郡では岡崎電灯の手によって1911年（明治44年）から翌年にかけて安城・刈谷・知立といった地域で電気の供給が始められたが、岡崎から離れた西南部の地域では岡崎電灯とは別個に電気事業が起こされた。碧海郡で岡崎電灯の供給区域外となった地域は大浜町・棚尾村・新川町（現・碧南市）ならびに高浜町（現・高浜市）の一部であり、この地域は碧海電気の供給区域に含まれた。
その碧海電気株式会社は、1911年12月18日、資本金6万5000円で大浜町361番地に設立された。大阪の才賀藤吉が取締役に名を連ねる一方、地元の人物は大浜町の国松政治郎が監査役にいるだけである。翌1912年（大正元年）8月4日に開業した。開業当初は大浜町に吸入ガス機関（サクションガスエンジン）を原動機とする出力67.5 kWの内燃力（ガス力）発電所を設置していたが（大浜発電所、廃止時期不詳）、1919年末時点では岡崎電灯からの受電200 kWのみを電源とする。この間の1915年（大正4年）7月、岡崎電灯の杉浦銀蔵・太田善四郎らが碧海電気の役員に就任している。
資本金は1912年5月13万5000円の増資決議があり、一旦合計20万円となるが、1915年12月の決議で16万円へ減資された。その後1919年11月に6万円の増資を決議している。翌1920年（大正9年）3月10日付で岡崎電灯へ合併され、解散した。

### 平坂電気
碧海電気区域に近い幡豆郡西部でも岡崎電灯から独立した電気事業が起業された。平坂（へいさか）電気株式会社という会社であり、1912年9月16日に創立総会が開かれて発足した。幡豆郡内資産家の出資によるもので、会社は幡豆郡平坂村大字平坂142番戸（現・西尾市平坂町）に所在。設立時の役員は社長中村平左衛門（平坂村）、常務近藤清七（西尾町）といった顔ぶれで、主として幡豆郡内の人物が名を連ねた。資本金は5万円である。
平坂電気は翌1913年（大正2年）4月5日に供給を開始し、20日には開業式を挙行した。供給区域は平坂村と隣接する寺津村（現・西尾市）の2村。碧海電気と同様、吸入ガス機関を原動機とする出力20.9 kWの平坂発電所を平坂村大字楠村に設置していたが（発電所廃止時期不詳）、1919年末時点では岡崎電灯からの受電30 kWのみを電源とする。また1919年1月に10万円の増資を決議している。
碧海電気に続き1922年（大正11年）1月30日付で岡崎電灯へ合併され、解散した。

### 水窪川水力電気

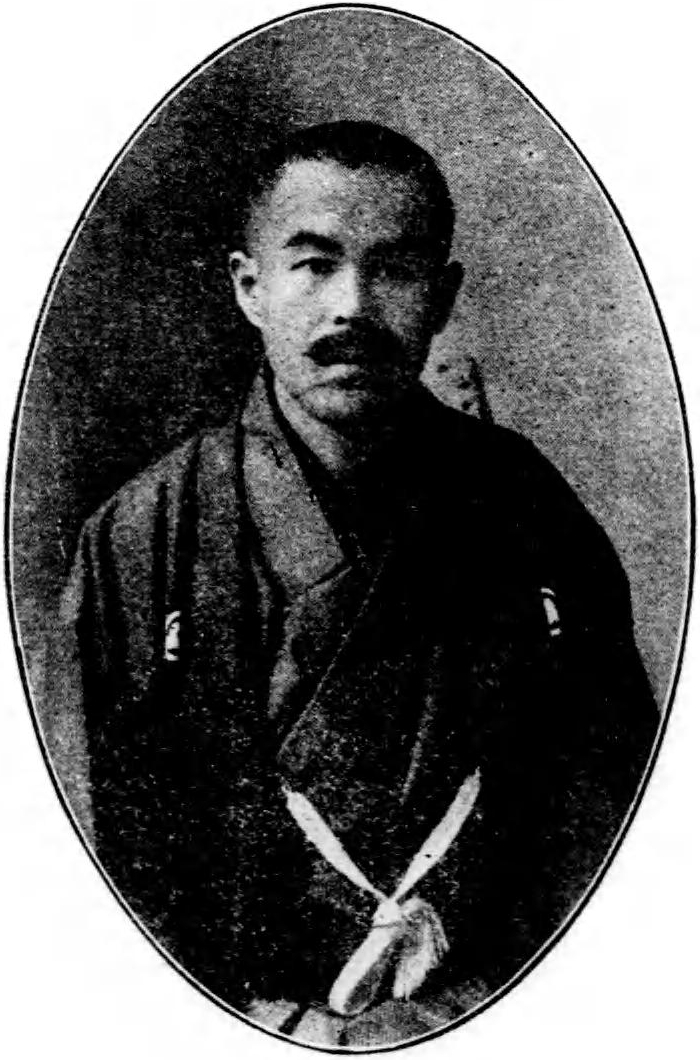
水窪川水力電気専務今西卓

水窪川水力電気株式会社は、社名の通り水窪川（静岡県・天竜川水系）の開発を目的とした会社である。設立は1923年（大正12年）1月30日付。渥美の豊橋電気で専務を務める今西卓が岡崎電灯へ水窪川の共同開発を提案したことで、岡崎電灯の半額出資で設立されたものである。豊橋電気社長の武田賢治が社長を兼ね、今西卓が専務を務めるほか、岡崎電灯からも杉浦銀蔵・高石弁治らが取締役に入っている。資本金は300万円で、本店を東京市京橋区築地2丁目20番地（現・中央区築地）、支店を豊橋市内にそれぞれ構えた。
水窪川の西渡発電所は静岡県磐田郡山香村（現・浜松市天竜区）に建設。用地買収の難航から着工が遅れたため1928年（昭和3年）1月末になってようやく竣工する。出力は2,400 kWで、発生電力は地元配電分を除き岡崎電灯（同年2月3日送電開始）へ送電された。
1934年（昭和9年）2月28日付で中部電力（岡崎）へ合併され、解散した。

### 天竜電気
水窪川の東側を流れる天竜川水系気田川を開発すべく設立された会社が天竜電気株式会社である。設立は1923年7月30日付。本店は当初愛知県幡豆郡西尾町（現・西尾市）大字鶴城字永吉100番地1にあったが、1925年（大正14年）6月に幡豆郡横須賀村大字上横須賀（現・西尾市吉良町上横須賀）字宮前18番地へ移転している。資本金は設立時30万円、のち150万円。社長は横須賀村の有力者榊原信一郎が務めた。
天竜川水系気田川での水力開発を目的とする会社である。静岡県周智郡気多村（現・浜松市天竜区）にあった旧王子製紙気田工場の水力設備を村から引き取り、これを改修して工場跡に気田発電所を建設の上1925年1月に開業した。発電所出力は516 kWで、主として岡崎電灯、残りを犬居村・気多村の村営電気事業への送電に充てた。この工場跡発電所は洪水被害が多発したことから、1929年（昭和4年）6月、取水堰・発電所位置を変更した新発電所を新設した。新しい気田発電所の出力は2,437 kWである。この間の1927年（昭和2年）2月に120万円の増資をした際、役員に杉浦・高石ら岡崎電灯役員が参加している。
1936年（昭和11年）2月18日付で中部電力（岡崎）へ合併され、解散した。

## 年表

### 岡崎電灯
- 1896年（明治29年）
  - 10月7日 - 岡崎電灯合資会社設立[9][10]。資本金3万円[11]。
- 1897年（明治30年）
  - 7月8日 - 岩津発電所を電源として開業[12]。
  - 7月25日 - 開業式挙行[11]。
- 1907年（明治40年）
  - 4月28日 - 合資会社から岡崎電灯株式会社へ改組。資本金50万円、本店所在地額田郡岡崎市大字籠田71番戸[19]。
  - 6月18日 - 合資会社から株式会社への事業譲渡認可[20]。
- 1911年（明治44年）
  - 3月 - 東大見発電所運転開始[174]。
  - 12月26日 - 50万円の増資を決議[40]。
- 1914年（大正3年）
  - 6月 - 賀茂発電所運転開始[174]。
- 1918年（大正7年）
  - 4月6日 - 110万円の増資を決議[175]。
  - 10月 - 岡崎発電所運転開始[174]。
- 1919年（大正8年）
  - 10月 - 足助発電所運転開始[174]。
  - 12月 - 小原発電所を名古屋電灯より譲り受ける[18]。
- 1920年（大正9年）
  - 3月10日 - 碧海電気を合併[59]、資本金232万円となる[64]。
  - 10月15日 - 268万円の増資を決議[60]、資本金500万円となる[64]。
  - 12月1日[61] - 副業の植林・製材・電柱製作事業などを分離し岡崎殖産株式会社を設立[56]。
- 1922年（大正11年）
  - 1月30日 - 平坂電気を合併[62]、資本金515万円となる[64]。
  - 8月1日 - 535万円の増資を決議[63]、資本金1050万円となる[64]。
- 1924年（大正13年）
  - 1月27日[72] - 多治見電灯所に資本参加して中部電力（多治見）を設立[56]。
  - 2月 - 大浜火力発電所運転開始[174]。
- 1926年（大正15年）
  - 3月 - 百月発電所運転開始[174]。
- 1927年（昭和2年）
  - 2月15日 - 岡崎殖産を合併[82]、資本金1120万円となる[64]。
  - 5月19日 - 大浜火力発電所増設設備の運転開始[78]。
  - 6月20日 - 1180万円の増資を決議[83]、資本金2300万円となる[64]。
- 1928年（昭和3年）
  - 2月3日 - 水窪川水力電気西渡発電所からの受電を開始[76]。
- 1930年（昭和5年）
  - 2月20日 - 中部電力（岡崎）との間に合併契約を締結[94]。
  - 3月12日 - 株主総会にて中部電力（岡崎）との合併契約を承認[176]。
  - 3月19日 - 三河水力電気越戸発電所からの受電を開始[103][176]。
  - 8月1日 - 中部電力（岡崎）との合併実施[111]。
  - 8月25日 - 中部電力（岡崎）との合併により岡崎電灯解散[112]。

### 中部電力（岡崎）
- 1930年（昭和5年）
  - 2月15日 - 東京市麹町区丸ノ内1丁目6番地1に中部電力株式会社設立。資本金650万円[1]。
  - 2月17日 - 650万円の増資を決議[106]。
  - 2月19日 - 登記上の本店を東京から岡崎市籠田町16番地へと移転[107]。
  - 2月20日 - 岡崎電灯の間に合併契約を締結[94]。
  - 8月1日 - 岡崎電灯を合併し、東邦電力から同社豊橋営業所管内の事業を譲り受ける[111]。合併に伴い資本金は3945万円となる[94]。
  - 8月25日 - 中部電力（多治見）を合併[111]、資本金4385万円となる[103]。
- 1934年（昭和9年）
  - 2月28日 - 水窪川水力電気を合併[137]、資本金4485万円となる[139]。
  - 11月20日 - 阿摺発電所運転開始[119]。
- 1935年（昭和10年）
  - 2月1日 - 伊藤専一より小里川第四発電所を継承[119]。
  - 7月18日 - 明知川発電所運転開始[120]。
  - 11月1日 - 第二富士電力湯山発電所からの受電を開始[122]。
- 1936年（昭和11年）
  - 2月18日 - 天竜電気を合併[138]、資本金4635万円となる[139]。
- 1937年（昭和12年）
  - 5月13日 - 東邦電力との間で合併契約を締結[144]。
  - 5月29日 - 株主総会にて東邦電力への合併とそれに伴う解散を決議[147]。
  - 8月31日 - 東邦電力と合併実施[148]。
  - 9月29日 - 東邦電力との合併に伴い中部電力解散[2]。

## 本社・営業所所在地

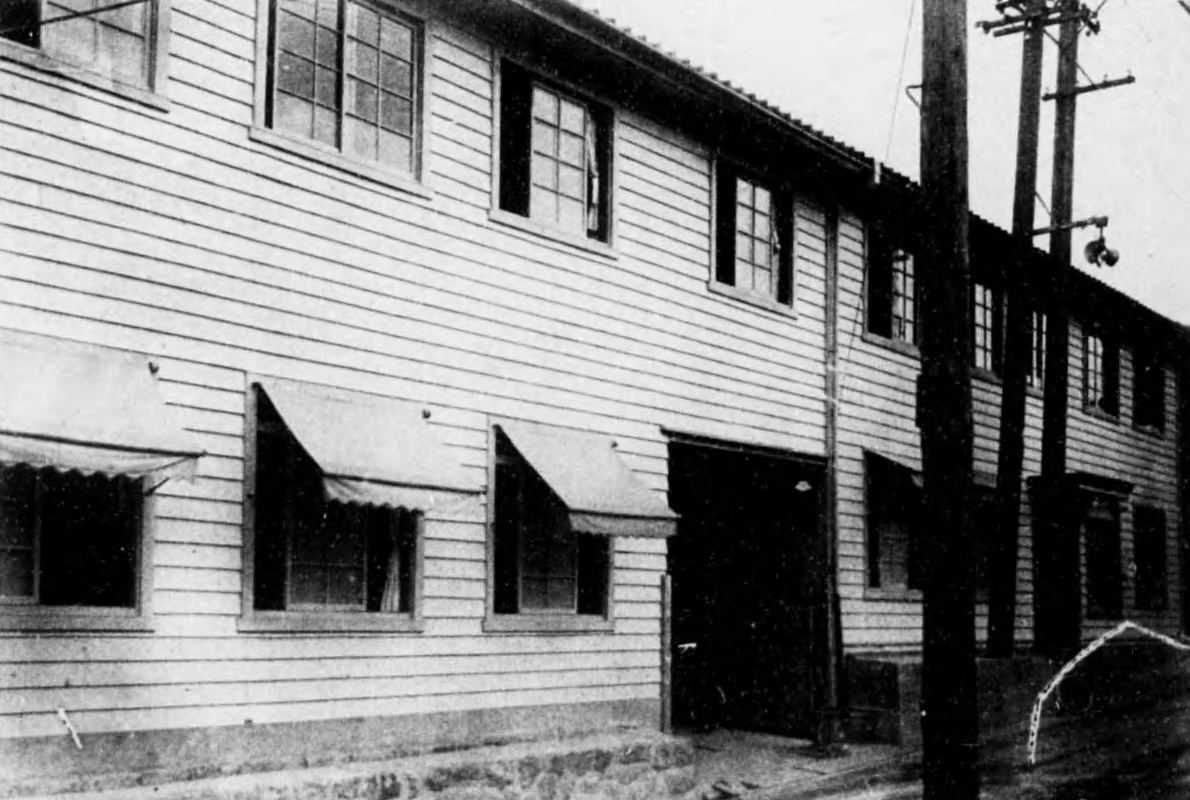
中部電力豊橋営業所

1937年3月時点での本社・営業所の所在地は以下の通り。
- 本社：愛知県岡崎市籠田町16番地
- 中部営業所：愛知県岡崎市康生町
- 豊橋営業所：愛知県豊橋市関屋町
- 刈谷営業所：愛知県碧海郡刈谷町（現・刈谷市）
- 多治見営業所：岐阜県土岐郡多治見町（現・多治見市）

## 供給区域

### 1919年時点区域一覧
碧海電気・平坂電気合併前、1919年末時点における岡崎電灯の電灯・電力供給区域は以下の通り。
| 愛知県 | 市部 （1市）        | 岡崎市 |
| 愛知県 | 額田郡 （2町8村）   | 男川村・美合村・岡崎村・福岡町・岩津町・常磐村・藤川村・山中村・本宿村（現・岡崎市）、 幸田村（現・幸田町） |
| 愛知県 | 幡豆郡 （1町11村）  | 西尾町・三和村・室場村・家武村・平原村・花明村・福地村・一色村・横須賀村・吉田村・幡豆村（現・西尾市）、 豊坂村（現・幸田町） |
| 愛知県 | 碧海郡 （5町8村）   | 六ツ美村（現・岡崎市）、矢作町（現・岡崎市・安城市）、 安城町・桜井村（現・安城市）、明治村（現・安城市・西尾市・碧南市）、 旭村（現・碧南市）、 知立町（現・知立市）、 高岡村・上郷村（現・豊田市）、 刈谷町・富士松村（現・刈谷市）、依佐美村（現・刈谷市・安城市）、 高浜町（一部）（現・高浜市） |
| 愛知県 | 知多郡 （1村）      | 東浦村（現・東浦町） |
| 愛知県 | 西加茂郡 （1町2村） | 挙母町・猿投村・高橋村（現・豊田市） |
| 愛知県 | 東加茂郡 （1町3村） | 足助町・盛岡村・賀茂村・松平村（現・豊田市） |
| 愛知県 | 宝飯郡 （2町3村）   | 蒲郡町・三谷町・塩津村・形原村・西浦村（現・蒲郡市） |

中部電力（岡崎）となる直前、1930年6月末の段階では、上記と旧碧海電気・平坂電気区域に加えて西加茂郡石野村・小原村（現・豊田市）と東加茂郡阿摺村（同）が供給区域に追加されている。

### 1936年時点区域一覧
中部電力（岡崎）時代の末期、1936年12月末時点における電灯・電力供給区域ならびに電力供給区域は以下の通り。
| 電灯・電力供給区域 | 電灯・電力供給区域  | 電灯・電力供給区域 |
| ------------------ | ------------------- | --- |
| 愛知県             | 市部 （2市）        | 岡崎市、豊橋市 |
| 愛知県             | 額田郡 （2町5村）   | 福岡町・岩津町・常磐村（一部）・藤川村・山中村・本宿村（現・岡崎市）、 幸田村（現・幸田町）                                              |
| 愛知県             | 幡豆郡 （6町5村）   | 佐久島村以外の郡内全町村（現・西尾市・幸田町）                                                                                           |
| 愛知県             | 碧海郡 （8町8村）   | 郡内全町村（現・知立市・刈谷市・安城市・高浜市・碧南市・豊田市・岡崎市・西尾市）                                                         |
| 愛知県             | 知多郡 （1村）      | 東浦村（一部）（現・東浦町） |
| 愛知県             | 西加茂郡 （1町4村） | 挙母町・猿投村・高橋村・石野村（一部）・小原村（一部）（現・豊田市）                                                                     |
| 愛知県             | 東加茂郡 （1町4村） | 足助町・盛岡村（一部）・阿摺村（一部）・賀茂村（一部）・松平村（現・豊田市）                                                             |
| 愛知県             | 宝飯郡 （10町7村）  | 一宮村以外の郡内全町村（現・豊川市・蒲郡市・豊橋市）                                                                                     |
| 愛知県             | 渥美郡 （1町3村）   | 二川町・高豊村・老津村・杉山村（現・豊橋市）                                                                                             |
| 愛知県             | 八名郡 （1村）      | 三上村（現・豊川市） |
| 愛知県             | 北設楽郡 （1村）    | 豊根村 |
| 静岡県             | 浜名郡 （3町3村）   | 新居町・鷲津町・白須賀町・新所村・入出村・知波田村（現・湖西市）                                                                         |
| 岐阜県             | 土岐郡 （7町3村）   | 多治見町・市之倉村（現・多治見市）、 土岐津町・泉町・下石町・妻木町（一部）・肥田村（現・土岐市）、 瑞浪町・土岐町・稲津村（現・瑞浪市） |
| 岐阜県             | 可児郡 （2村）      | 小泉村・池田村（一部）（現・多治見市）                                                                                                   |
| 岐阜県             | 恵那郡 （1町3村）   | 陶町（現・瑞浪市）、 鶴岡村（一部）・吉田村・三濃村（一部）（現・恵那市）                                                                |
| 電力供給区域       |                     | |
| 静岡県             | 市部                | 浜松市（旧曳馬町を含む） |
| 静岡県             | 浜名郡              | 和田村・中ノ町村（現・浜松市） |

これらの地域のうち、中部電力（岡崎）時代すなわち1930年代に供給区域へ編入された地区に次の2地区がある。
- 1932年7月追加許可 ： 岐阜県土岐郡妻木町大平集落（4字）[181]
- 1934年2月追加許可 ： 愛知県東加茂郡阿摺村大字月原字丸竹・大字大河原字銚子[182]

東邦電力との合併後、旧中部電力（多治見）区域については1938年（昭和13年）8月に東邦電力から中部合同電気へと移管された。また翌1939年（昭和14年）3月には愛知県北設楽郡豊根村が中央電力の供給区域に異動した。その後1942年4月の配電統制令による配電会社設立に際して、愛知・静岡・岐阜の3県は中部配電の配電区域と規定され、東邦電力・中央電力は該当区域内にある配電設備・需要者屋内設備を同社へと出資するように、中部合同電気は同社へと統合するように命ぜられた。戦後の1951年（昭和26年）、この中部配電の配電区域を引き継いで中部電力が設立されている。

## 発電所
以下、岡崎電灯・中部電力（岡崎）が運転した発電所を水系別に記述する。

### 矢作川水系の発電所
長野・岐阜・愛知の3県にまたがって流れる矢作川水系には、愛知県内を中心に計8か所の水力発電所を構えた。その一覧表を以下に記す。
| 矢作川水系の水力発電所 | 矢作川水系の水力発電所 | 矢作川水系の水力発電所              | 矢作川水系の水力発電所 | 矢作川水系の水力発電所 | 矢作川水系の水力発電所                                    |
| 発電所名               | 出力 (kW)              | 所在地                              | 河川名                 | 運転開始               | 備考                                                      |
| ---------------------- | ---------------------- | ----------------------------------- | ---------------------- | ---------------------- | --------------------------------------------------------- |
| 明知川                 | 1,000                  | 岐阜県恵那郡串原村 （現・恵那市）   | 明智川・高波川・大平川 | 1935年7月              | 現・中電明知川発電所                                      |
| 小原                   | 200 →325               | 愛知県西加茂郡小原村 （現・豊田市） | 矢作川水系田代川       | （1902年9月）          | 前所有者：名古屋電灯 1921年8月出力変更 現・中電川下発電所 |
| 百月                   | 3,725 →5,380           | 愛知県西加茂郡小原村 （現・豊田市） | 矢作川本流             | 1926年3月              | 1928年11月出力変更 現・中電百月発電所                     |
| 阿摺                   | 4,000                  | 愛知県東加茂郡阿摺村 （現・豊田市） | 矢作川本流             | 1934年11月             | 現・中電阿摺発電所                                        |
| 東大見                 | 500                    | 愛知県東加茂郡賀茂村 （現・豊田市） | 矢作川水系神越川       | 1911年3月              | 現・中電東大見発電所                                      |
| 賀茂                   | 450                    | 愛知県東加茂郡賀茂村 （現・豊田市） | 神越川・大見川         | 1914年6月              | 現・中電賀茂発電所                                        |
| 足助                   | 1,565                  | 愛知県東加茂郡足助町 （現・豊田市） | 矢作川水系巴川         | 1919年10月             | 現・中電足助発電所                                        |
| 岩津                   | 50 →102 →125           | 愛知県額田郡岩津町 （現・岡崎市）   | 矢作川水系郡界川       | 1897年7月              | 1900年12月出力変更 1913年3月出力変更 現・中電岩津発電所   |

- 東邦電力合併後の動きは東邦電力の発電所一覧を参照のこと。

矢作川水系の発電所は岡崎電灯または中部電力（岡崎）が自社建設（小原発電所のみ休止発電所を買収の上改修）した発電所である。各発電所の概要を以下で建設順に記述する。

#### 岩津発電所
岡崎電灯最初の発電所は岩津発電所という。所在地は愛知県額田郡岩津町大字日影字大日影（現・岡崎市日影町）で、社内唯一の矢作川水系巴川支流郡界川にある発電所である。郡界川の「二畳ヶ滝」の落差を利用しており、滝の上流約900メートルの地点から取水し、下流約500メートルの位置にて発電する。
着工からおよそ1年経った1897年（明治30年）に完成した。同年5月14日付「扶桑新聞」には「過般」に試運転が行われ成績良好であったという記事がある。配電線工事ののち7月8日に岡崎電灯は開業した。初期の発電設備はアメリカペルトン社製ペルトン水車ならびに三吉電機工場製50 kW交流発電機1組。発電所建屋は木造であった。需要増加に伴い1900年（明治33年）12月、ペルトン社製ペルトン水車・明電舎製52 kW交流発電機1組が増設された。これらの初期設備は1913年（大正2年）3月に更新され、発電設備はフォイト製フランシス水車ならびにシーメンス製125 kW三相交流発電機各1台となった。
ところが1926年（大正15年）5月、落雷で発電所は焼失する。翌1927年（昭和2年）3月、鉄筋コンクリート建屋の発電所として再建され、電業社製フランシス水車ならびに芝浦製作所製210キロボルトアンペア (kVA) 三相交流発電機各1台が置かれた。再建後も発電所出力は125 kWのままである。更新後の設備は1997年時点でも稼働を続けている。

#### 東大見発電所
岩津発電所に続く2番目の発電所は東大見発電所である。所在地は愛知県東加茂郡賀茂村大字東大見字市平（現・豊田市東大見町）で、巴川支流神越川にある発電所の一つ。岡崎電灯が1906年（明治39年）9月に水利権を申請し、許可を得たのち1909年（明治42年）9月に着工、1911年（明治44年）3月6日に完成させた。この発電所から50ヘルツの周波数が採用されている。
初期の設備はフォイト製ペルトン水車およびシーメンス製発電機各1台であったが、中部電力（岡崎）時代の1936年時点での発電設備は日立製作所製フランシス水車・750 kVA発電機各1台となっている。発電所出力は500 kWで運転開始時から変化はない。

#### 賀茂発電所
東大見発電所に続く3番目の発電所として賀茂発電所が建設された。所在地は賀茂村大字安実京字蛇石（現・豊田市安実京町）で、巴川河畔に建つ。取水は神越川（東大見発電所前）と、これに合流する大見川の2か所から行う。岡崎電灯ではなく東海電気（旧・三河電力）が申請して同社を合併した名古屋電灯が1907年7月に水利権を得た地点にあたる。1911年7月に岡崎電灯が水利権を譲り受け、1914年（大正3年）6月に発電所を完成させた。
初期の設備はフォイト製フランシス水車およびシーメンス製発電機各1台であったが、1936年時点では発電機が異なったものとなっており、フォイト製フランシス水車および富士電機製750 kVA発電機各1台を備える。発電所出力は450 kWで運転開始時から変化はない。

#### 足助発電所
岡崎電灯が建設した水力発電所のうち4か所目が足助発電所である。所在地は東加茂郡足助町大字足助字岩清水（現・豊田市足助町）。社内で唯一矢作川水系巴川にあり、東邦電力（旧・名古屋電灯）巴川発電所の下流、東京電灯（旧・日英水電）白瀬発電所の上流に位置する。1914年（大正3年）2月に水利権を得て、第一次世界大戦下の1917年（大正6年）8月に着工、1919年（大正8年）10月に完成させた。発電所出力は1,565 kWであり、着工前段階での総発電力の約1.5倍の規模を持つ。
発電設備はエッシャーウイス製フランシス水車およびウェスティングハウス・エレクトリック製2,000 kVA発電機各1台であった。

#### 小原発電所
1902年（明治35年）9月、愛知県西加茂郡小原村大字川下（現・豊田市川下町）に矢作川水系田代川を利用する小原発電所が旧三河電力によって運転を開始した。矢作川水系では岩津発電所に次いで2番目に古い発電所である。この発電所は名古屋電灯に引き継がれるが、同社では八百津発電所など大型水力発電所を建設したため稼働機会が減少、1917年（大正6年）には発電が停止された。
岡崎電灯では1919年12月、6万9000円で休止中の小原発電所を買収し、1921年（大正10年）8月に改修工事を完成させた。改修前の発電設備はペルトン水車・明電舎製100 kW発電機各2台であったが、改修後は日立製作所製の横軸フランシス水車・400 kVA発電機各1台となっている。改修後の発電所出力は325 kWである。
岡崎電灯時代の設備のうち水車についてはその後1980年（昭和55年）の改修時まで使用された。

#### 百月発電所
足助発電所以来の岡崎電灯自社建設水力発電所となったのが百月（どうづき）発電所である。矢作川本流に位置する発電所の一つであり、大同電力笹戸発電所の下流にある。所在地は西加茂郡小原村大字百月字神手（現・豊田市百月町）。
1921年4月に水利権を取得。1924年（大正13年）1月岡崎電灯により着工され、1926年（大正15年）3月に運転を開始した。発電所出力は当初3,725 kW、1928年（昭和3年）11月以降5,380 kW。発電設備はフォイト製フロンタル型フランシス水車およびシーメンス製2,650 kVA発電機各3台（うち1台予備）であった。なお5,380 kWへの出力増加は取水堰堤の嵩上げ工事に伴うものである。
岡崎電灯時代からの建屋や設備はその後1994年（平成6年）の改修まで使用されている。

#### 阿摺発電所
中部電力（岡崎）発足後最初の発電所は阿摺（あすり）発電所という。矢作川本流、百月発電所と三河水力電気越戸発電所の間に位置する。所在地は愛知県東加茂郡阿摺村大字大河原字銚子（現・豊田市大河原町）。発電所出力は4,000 kWである。
水利権許可は1924年4月で、百月発電所の竣工に続き岡崎電灯時代から「石野発電所」の名で着工準備されていた地点にあたる。1934年（昭和9年）11月20日、阿摺発電所の名で仮使用認可を得て運転を開始した。矢作川本流では当時唯一の、ダム・水路双方で落差を得るダム水路式発電所であった。発電設備はフォイト製カプラン水車および明電舎製2,500 kVA発電機各2台を備える。

#### 明知川発電所

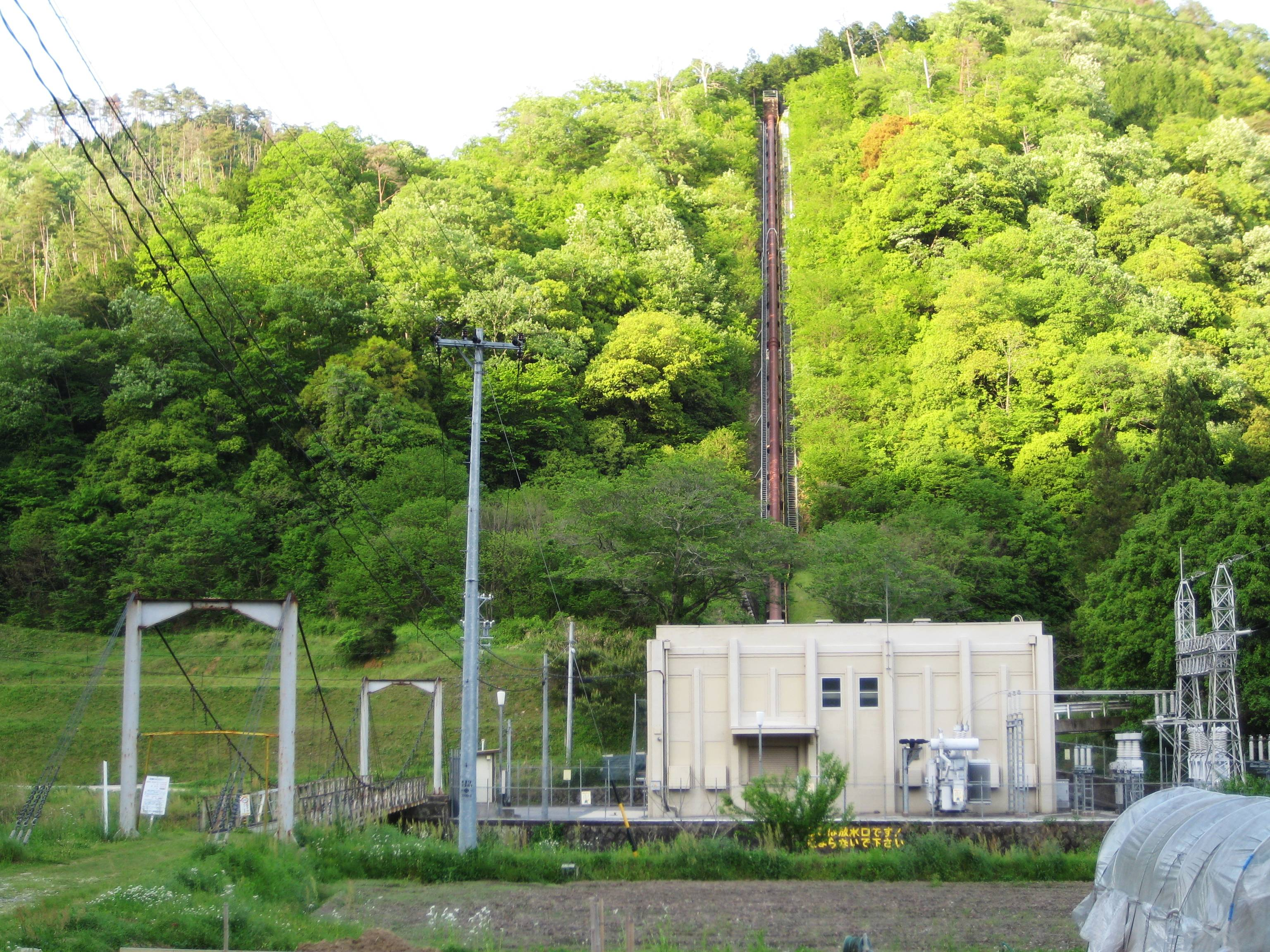
明知川発電所（2008年）

中部電力（岡崎）発足後2番目の発電所は明知川発電所である。所在地は岐阜県恵那郡串原村字川ヶ渡（現・恵那市串原）。矢作川水系の明智川と支流高波川・大平川の3地点から取水する。発電所出力は1,000 kW。
水利権許可は1924年6月。岡崎電灯ではなく中部電力（多治見）が水利権を持っていた。1935年（昭和10年）7月18日、仮使用認可を得て運転を開始した。発電設備は電業社製ペルトン水車および芝浦製作所2,000 kVA発電機各1台を備える。

### 豊川・天竜川水系の発電所
愛知県東部を流れる豊川水系と、その東側に位置し長野・愛知・静岡3県にまたがって流れる天竜川水系には、下表に記す6か所の水力発電所を持った。いずれも事業譲渡・会社合併で取得した発電所であり自社建設のものは存在しない。
| 豊川水系の水力発電所   | 豊川水系の水力発電所 | 豊川水系の水力発電所                    | 豊川水系の水力発電所 | 豊川水系の水力発電所 | 豊川水系の水力発電所                                    |
| 発電所名               | 出力 (kW)            | 所在地                                  | 河川名               | 運転開始             | 備考                                                    |
| ---------------------- | -------------------- | --------------------------------------- | -------------------- | -------------------- | ------------------------------------------------------- |
| 布里                   | 500                  | 愛知県南設楽郡鳳来寺村 （現・新城市）   | 豊川〈寒狭川〉       | （1919年7月）        | 前所有者：東邦電力 現・中電布里発電所                   |
| 横川                   | 800                  | 愛知県南設楽郡長篠村 （現・新城市）     | 豊川〈寒狭川〉       | （1922年2月）        | 前所有者：東邦電力 現・中電横川発電所                   |
| 長篠                   | 750                  | 愛知県南設楽郡長篠村 （現・新城市）     | 豊川〈寒狭川〉       | （1912年3月）        | 前所有者：東邦電力 現・中電長篠発電所                   |
| 天竜川水系の水力発電所 |                      |                                         |                      |                      |                                                         |
| 発電所名               | 出力 (kW)            | 所在地                                  | 河川名               | 運転開始             | 備考                                                    |
| 豊根                   | 3,450                | 愛知県北設楽郡豊根村                    | 天竜川水系大入川     | （1918年1月）        | 前所有者：東邦電力 （1972年2月廃止）                    |
| 西渡                   | 2,400                | 静岡県磐田郡山香村 （現・浜松市天竜区） | 天竜川水系水窪川     | （1928年2月）        | 前所有者：水窪川水力電気 現・中電西渡発電所             |
| 気田                   | 2,437 →2,440         | 静岡県周智郡気多村 （現・浜松市天竜区） | 天竜川水系気田川     | （1929年6月）        | 前所有者：天竜電気 1936年6月出力変更 現・中電気田発電所 |

- 東邦電力合併後の動きは東邦電力の発電所一覧を参照のこと。

### 庄内川水系の発電所
岐阜・愛知両県を流れる庄内川水系では、岐阜県側に下表に記す5か所の発電所を運転した。ほとんどが中部電力（多治見）から引き継いだもので、自社建設発電所はない。
| 庄内川水系の水力発電所 | 庄内川水系の水力発電所 | 庄内川水系の水力発電所              | 庄内川水系の水力発電所 | 庄内川水系の水力発電所 | 庄内川水系の水力発電所                     |
| 発電所名               | 出力 (kW)              | 所在地                              | 河川名                 | 運転開始               | 備考                                       |
| ---------------------- | ---------------------- | ----------------------------------- | ---------------------- | ---------------------- | ------------------------------------------ |
| 小里川第三             | 200                    | 岐阜県恵那郡陶町 （現・瑞浪市）     | 庄内川水系小里川       | （1925年9月）          | 前所有者：中部電力多治見 （1993年3月廃止） |
| 小里川第二             | 135                    | 岐阜県恵那郡陶町 （現・瑞浪市）     | 小里川・猿爪川         | （1918年3月）          | 前所有者：中部電力多治見 （1993年3月廃止） |
| 小里川第一             | 180                    | 岐阜県恵那郡陶町 （現・瑞浪市）     | 庄内川水系小里川       | （1922年8月）          | 前所有者：中部電力多治見 （1993年3月廃止） |
| 小里川第四             | 100                    | 岐阜県土岐郡稲津村 （現・瑞浪市）   | 庄内川水系小里川       | （1925年7月）          | 前所有者：伊藤専一 （1950年2月廃止）       |
| 土岐川                 | 264                    | 岐阜県土岐郡土岐津町 （現・土岐市） | 庄内川〈土岐川〉       | （1906年10月）         | 前所有者：中部電力多治見 （2001年3月廃止） |

中部電力（岡崎）が東邦電力に合併されたのち、1938年8月に東邦電力多治見区域は中部合同電気へ移管されたが、上記の庄内川水系5発電所も中部合同電気へと移管されている。

### 火力発電所
岡崎電灯・中部電力（岡崎）では19か所の水力発電所に加えて愛知県内において下表に記す2か所の火力発電所を運営した。
| 火力発電所 | 火力発電所    | 火力発電所                        | 火力発電所 | 火力発電所                           |
| 発電所名   | 出力 (kW)     | 所在地                            | 運転開始   | 備考                                 |
| ---------- | ------------- | --------------------------------- | ---------- | ------------------------------------ |
| 岡崎火力   | 600 →1,200    | 愛知県岡崎市八帖町                | 1918年10月 | 1922年5月出力変更 1937年9月廃止      |
| 大浜火力   | 4,000 →10,000 | 愛知県碧海郡大浜町 （現・碧南市） | 1924年2月  | 1927年5月出力変更 （1951年12月廃止） |

いずれも岡崎電灯時代に完成した自社建設発電所である。その概要を以下それぞれ記述する。

#### 岡崎火力発電所
岡崎電灯最初の火力発電所は岡崎火力発電所という。大戦景気期の需要急増に伴い岡崎市八帖町に設置されたもので、1916年9月着工、1918年（大正7年）10月に運転を開始した。さらに1922年（大正11年）5月に増設工事も完成し、出力が600 kWから1,200 kWに増強されている。
増設後の発電設備は、ハイネ (Heine Safety Boiler) 製ボイラー5缶、ウェスティングハウス製ユングストローム式蒸気タービン2台、同社製750 kVA発電機2台にて構成される。燃料は石炭（塊炭）を用いる。
1926年度の段階では年間1,236時間の運転機会があったが、岡崎電灯時代末期の1929年時点では稼働実績がなくなっている。1937年（昭和12年）9月に廃止が許可された。なお岡崎電灯時代の1929年2月に、配電設備強化を目的として発電所に隣接する屋外変電所（八帖変電所）が新設されている。

#### 大浜火力発電所

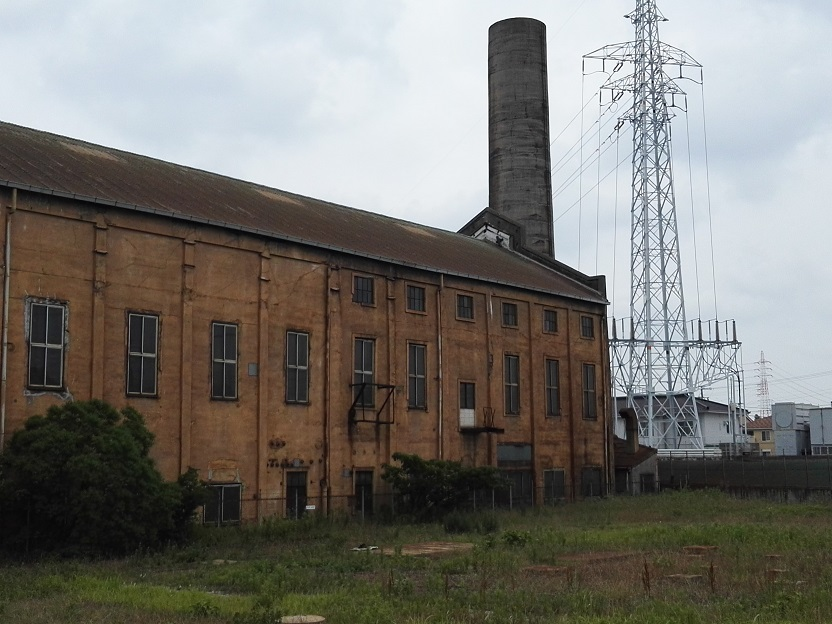
碧南市の石川鋳造構内に残る旧大浜火力発電所建屋（2019年撮影）

岡崎電灯2番目の火力発電所は大浜火力発電所である。所在地は愛知県碧海郡大浜町字上入（現・碧南市）。岡崎火力発電所完成後も続く電力不足対策として1922年春に着工され、翌1923年（大正12年）12月に4,000 kW分の設備が完成、次いで1927年（昭和2年）5月には6,000 kW分の設備も完成（19日より運転開始）し、出力10,000 kWの発電所として竣工した。
発電設備はハイネ製ボイラー4缶・バブコック・アンド・ウィルコックス (B&W) 製ボイラー3缶、エッシャーウイス製ツェリー式蒸気タービン2台、シーメンス製5,000 kVA発電機・7,500 kVA発電機各1台からなる。燃料は石炭（粉炭）。完成後の1930年（昭和5年）12月に、周波数を50ヘルツから60ヘルツに変更する工事が施工された。これは社内標準周波数の60ヘルツ転換に伴うものであるが、大浜火力発電所では建設時から将来の60ヘルツ転換を見越してあらかじめ60ヘルツ化の準備がなされていた。
岡崎電灯末期、1929年度には年間2,941時間の運転があり、計10,237,300キロワット時 (kWh) を発電した。これは水力発電量の4分の1、総発受電量の11パーセントにあたる。1935年11月の富士電力湯山発電所からの受電開始に伴い大浜火力発電所では常時出力の設定がなくなるが、翌1936年度も年間2,458時間運転され16,905,600 kWhを発電した。

## 電気料金をめぐる紛争
中部電力管内のうち、岡崎市では岡崎電灯時代の1920年代後半、豊橋市では中部電力発足を挟む1920年代末から1930年代初頭にかけて電気料金の値下げをめぐって需要家との紛争が生じた。以下、この2つの都市における電気料金値下げ運動と会社側の対応について記述する。

### 岡崎市
| 年       | 10燭灯 | 16燭灯 | 24燭灯 | 50燭灯 | 備考            |
| -------- | ------ | ------ | ------ | ------ | --------------- |
| 1926年末 | 55     | 70     | 90     | 140    | 別途器具損料5銭 |
| 1930年末 | 55     | 65     | 80     | 105    | 別途器具損料5銭 |

昭和の初頭は、戦後恐慌や金融恐慌を背景に全国的に電気料金値下げ運動が頻発した時代であった。岡崎電灯管内の西三河では碧海郡安城町（現・安城市）がその嚆矢であり、会社への不満が表面化して1928年（昭和3年）9月に料金値下げ同盟が結成された。この動きは額田郡福岡町（現・岡崎市）にも飛び火し、町民大会が開催されて料金値下げや付属料金の撤廃、設備改善などの要求が出された。この事態を受けて岡崎電灯は同年11月に動力用電力の料金値下げに踏み切るが、一般家庭の電灯料金値下げについては見送った。
翌1929年（昭和4年）、値下げ問題は岡崎市にも上陸する。7月、「岡崎民政青年団」（立憲民政党系の団体）がこの問題を取り上げ、経営の刷新、営業姿勢の改善、料金の値下げの3か条を会社に要求したのである。岡崎市当局も動き出し、市長の名で料金に関する意見書を提出した。この動きに岡崎電灯側も妥協し、1930年（昭和5年）4月から電灯料金を5%前後引き下げて問題は一応落着した。

### 豊橋市

#### 発端
| 年       | 8燭灯 | 16燭灯 | 24燭灯 | 50燭灯 | 備考            |
| -------- | ----- | ------ | ------ | ------ | --------------- |
| 1926年末 | 60    | 75     | 90     | 140    | 別途器具損料5銭 |
| 1930年末 | 50    | 65     | 80     | 105    | 別途器具損料5銭 |

豊橋市での電気料金をめぐる紛争は1930年前後に発生したが、同市ではこれ以前、1920年代前半にも紛争が生じていた。
豊橋市における紛争の発端は、前身会社豊橋電気と名古屋電灯の合併問題にまでさかのぼる。前述の通り両社は1921年4月に合併したが、この合併に前後して豊橋市は豊橋電気の市営化に動いていた。監督官庁の合併認可が下りて合併が実施に移された後も豊橋市は名古屋電灯に対し事業の市営化を要求し続け、7月には合併不承認を豊橋市会で決議するに至る。やがて市民の間でも名古屋電灯を非難する声が高まり、地元新聞や市会議員の活動も活発化して数千人の大衆を集めた演説会や市民大会が相次いで開催された。
料金値下げを求める運動は「電気料金値下期成同盟会」の結成へと発展する。やがて市会での勢力争いに絡む政治問題と化したため、期成同盟会と名古屋電灯の間に川口彦治愛知県知事が仲裁に入り、電灯料金を引き下げ、合併記念として公会堂を建築して市に寄付する、といった条件で妥協が成立。期成同盟会は11月に運動の終結と勝利を宣言した。料金値下げは翌1922年7月からとされていたが会社の都合で後回しになり、東邦電力成立後の1923年（大正12年）12月から実施された。値下げ幅は定額灯では16燭灯5銭・24燭灯10銭・50燭灯50銭などである。
こうして1923年に電灯料金値下げが実施されたが、その後も他都市と比較すると高価であるとの批判があった。昭和に入り、1927年（昭和2年）になると豊橋市会で「電価委員会」が組織され、値下げ交渉が始まる。その結果、同年11月に東邦電力は電灯料金の2割前後の値下げに踏み切った。値下げ幅は8燭灯・16燭灯・24燭灯で月10銭ずつ、50燭灯で月35銭などで、24燭灯は月額80銭となり近隣都市と同等ないし若干安い料金となるが、名古屋市（72銭）や静岡市（75銭）など大都市と比べると高い水準であった。 翌1928年（昭和3年）12月からは従量電力料金も引き下げられ、次いで1929年（昭和4年）9月からは200燭灯以上の高燭光灯料金も減額された。
1929年1月、豊橋市会にて、電力料金が浜松市や岡崎市に比して高いため豊橋の産業発展を阻害している、という批判をある市議が行った。この市議は市内および周辺の木材工業組合を中心として3月に「豊橋電動力需要組合」を組織し、東邦電力に対して電力料金の4割値下げを求める運動を起こす。市会もこの問題につき動き出し、調査委員会を組織して東邦電力に値下げを要求した。7月より東邦電力は交渉に応ずるが捗らないため、委員会では翌1930年4月改めて電力料金1割引、電灯料金の月額5銭値下げなどを求める。だが交渉相手の東邦電力豊橋営業所が中部電力に再編されるなどの事情があり、交渉は行き詰った。

#### 消灯運動と沈静化
交渉が停滞する中、1930年9月、市会の電気料金調査委員会は電動力需要組合と市内各町の総代（町内会代表者）を集めて協議会を開き、市民運動への転換を図った。12月になると、再編の結果成立した中部電力は、委員会の要求とは異なるものの一部電灯・電力料金の引き下げに応ずると市当局に回答する。これに対し市会・総代会・電動力組合の3者による連合委員会は運動存続論・打切り論が相半ばとなり論戦となった。
翌1931年（昭和6年）2月、連合委員会では総代会から強硬な主張が出て、引き続き電灯料金の2割値下げを要求することに決まった。さらに会社側が要求を拒否する場合には、実際に料金の2割を支払わずにその分を総代会に供託することで抗争する、という方針も打ち出した。かくして料金値下げ運動は総代会が主導する市民運動に発展する。総代会の滞納運動に対し、会社側ではこれを拒絶して社員総出の集金・督促に打って出た。会社の動きに対して総代会の主張は強硬化し、料金2割の滞納運動以外にも減灯・減燭などを奨励し始める。さらに会社の態度は横暴そのものであるとして電気市営化の陳情を市長や市会議長に提出した。
5月、会社側は運動の急先鋒であった西小田原町にて、一部家庭の断線（供給停止）という措置に踏み切った。これを受けて西小田原町内では町内一斉の「同情消灯」で対抗し、これを契機に市内全域に消灯運動が広がった。消灯からさらに踏み込んで減灯・廃灯を決議する町内会が相次ぎ、やがて市内の目抜き通りに設置されていた街灯の明かりも大部分が消えていった。
消灯運動に発展しても値下げ交渉は進展せず、総代会は会社側を無誠意であると非難し、市内一斉の廃灯と会社側との絶縁を決議するという事態にまで発展した。ところが6月になると、市民が消灯に飽きたことで消灯運動が下火になり、徐々に電灯が点き始める。1か月間消灯を続けていた西小田原町も6月に入り一斉に復灯し、総代会も分裂して会社側が豊橋市に一定額を寄付するという代替案で妥協するべしという声も出始めた。一方、中部電力豊橋営業所では、5月1日からの損害額を6月13日に発表。それによれば減燭30万燭、廃灯7万燭、休灯2万9千燭、合計40万燭に及び、臨時の養蚕灯や扇風機の増加による増収を打ち消して月額4万円の減収となったという。
7月、豊橋商工会議所が紛争解決に乗り出す。一方で総代会側は一斉廃灯を決議した手前、復灯が相次ぐ中で会社に対して積極的行動に出られなくなっていた。8月、値下げには応じられないがそれに相当する代案であれば解決に向けて交渉する用意がある、と会社側は仲介を商工会議所へ申し出るが、最終的に仲介に失敗して商工会議所は退出してしまった。解決しないまま10月を迎えると値下げ争議は市民の関心を失う。ここに至って総代会は代案解決やむなしとして会社側と交渉に入り、10月31日に中部電力が総代会（「豊橋市電価問題代表者」）に7万円を寄付するという内容の覚書を交わして妥結した。かくして紛争は終結し、総代会側は中部電力から寄付金を得て一部を西小田原町への見舞金とし残りを市内全戸に分配したが、長期にわたる運動の成果は1戸あたりわずかに3円60銭であった。

## 人物

### 岡崎電灯時代の役員
中部電力（岡崎）との合併前、1930年（昭和5年）6月時点における岡崎電灯の役員は以下の11名であった。
- 取締役
  - 杉浦銀蔵 - 社長（1916年12月就任[25]）。岡崎電灯創業者である先代銀蔵（1899年没）の養子で、先代死後に家業の呉服商を畳み電気事業に専念した[17]。
  - 高石弁治 - 常務（1922年12月就任[25]）。京都帝国大学卒の電気技術者[23]。
  - 近藤重三郎 - 岡崎の味噌醤油醸造業「伊勢屋」社長[215]。先代重三郎（1910年没、岡崎電灯創業者）の養子[216]。
  - 早川久右衛門 - 江戸時代から味噌醸造を家業とする早川家の当主[217]。父は先代休右衛門（1916年没）[218]。
  - 板倉九蔵 - 足助町の実業家[219]。
  - 深田三太夫 - 岡崎を代表する資産家にして岡崎銀行頭取[42]。父は先代三太夫（1902年没）[220]。
  - 大村藤太郎 - 岡崎「丸藤旅館」主人。田中功平（岡崎電灯創業者）の嗣子[221]。
- 監査役
  - 千賀千太郎 - 岡崎を代表する資産家[42]。
  - 森七三郎 - 岡崎の政治家（元町会・県会議員）[222]
  - 手島鍬司 - 電気技術者。父は先代鍬司（1922年没）[223]。
  - 太田賛平 - 一色町長（1928-1934年）。父は太田善四郎[224]。

### 取締役一覧
1930年2月の会社設立から1937年8月の東邦電力合併までの間に中部電力で取締役を務めた人物は下表の23名である。
- 就任・退任時期は特記のない限り会社の「営業報告書」（J-DAC「企業史料統合データベース」収録）を出典とする。

| 氏名                  | 就任       | 退任           | 備考                                                    |
| --------------------- | ---------- | -------------- | ------------------------------------------------------- |
| 山田平十郎            | 1930年2月  | 1930年2月辞任  | 東邦電力社員（四日市支店長）                            |
| 松永安左エ門          | 1930年2月  | 1930年8月辞任  | 東邦電力社長                                            |
| 神谷啓三              | 1930年2月  | 1930年8月辞任  | （不在期間は監査役に就任） 東邦電力取締役（1933年まで） |
| 神谷啓三              | 1933年10月 | 1935年10月辞任 | （不在期間は監査役に就任） 東邦電力取締役（1933年まで） |
| 神谷啓三              | 1936年10月 | 1937年8月      | （不在期間は監査役に就任） 東邦電力取締役（1933年まで） |
| 進藤甲兵              | 1930年2月  | 1935年10月辞任 | 東邦電力常務                                            |
| 宮川竹馬              | 1930年2月  | 1937年8月      | 東邦電力常務                                            |
| 杉浦銀蔵              | 1930年3月  | 1933年11月辞任 | 岡崎電灯社長から転任                                    |
| 高石弁治              | 1930年7月  | 1936年12月辞任 | 岡崎電灯常務から転任                                    |
| 早川久右衛門          | 1930年8月  | 1931年10月辞任 | （不在期間は監査役に就任） 岡崎電灯取締役から転任       |
| 早川久右衛門          | 1935年10月 | 1937年8月      | （不在期間は監査役に就任） 岡崎電灯取締役から転任       |
| 大村藤太郎            | 1930年8月  | 1931年11月辞任 | 岡崎電灯取締役から転任                                  |
| 今西卓                | 1930年8月  | 1933年4月死去  | 豊橋の実業家、元豊橋電気支配人                          |
| 中西四郎              | 1930年8月  | 1934年10月辞任 | 元逓信省電気局長                                        |
| 中村慶蔵 （中村慶助） | 1930年8月  | 1936年11月辞任 | 大津屋（現・イチビキ）社長                              |
| 近藤重三郎            | 1930年8月  | 1937年8月      | 岡崎電灯取締役から転任                                  |
| 杉浦英一              | 1930年8月  | 1937年8月      | 杉浦銀蔵の次男、 東邦電力豊橋営業所長から異動           |
| 内藤斎平              | 1930年8月  | 1937年8月      | 豊橋の醤油醸造業・愛知県多額納税者                      |
| 加藤乙三郎            | 1930年8月  | 1937年8月      | 元中部電力（多治見）専務                                |
| 手島鍬司              | 1931年10月 | 1936年11月辞任 | （監査役から転任）                                      |
| 藍川清成              | 1934年10月 | 1937年5月辞任  | （監査役から転任）                                      |
| 真野正雄              | 1935年10月 | 1937年8月      | 技術部長兼、元東京逓信局電気課長                        |
| 成瀬万一              | 1935年10月 | 1937年8月      | 営業部長兼、元東邦電力岐阜支店長                        |
| 平野常樹              | 1936年10月 | 1937年8月      | 愛知時計電機支配人、青木鎌太郎女婿                      |
| 鎌形勝弥              | 1936年10月 | 1937年8月      | 社員重役（土木課長）                                    |
| 毛利勍三              | 1936年10月 | 1937年8月      | 社員重役（建設課長）                                    |

#### 備考
会長
取締役会長に在職したのは藍川清成のみである。1934年10月25日の役員改選にて選出された。
社長（代表取締役）
代表取締役社長には取締役のうち杉浦銀蔵・中西四郎・高石弁治・杉浦英一の4名が順に就任した。まず、岡崎電灯の合併を完了した1930年8月25日の株主総会で杉浦銀蔵が就任。次いで1933年11月21日、杉浦銀蔵辞任に伴い中西四郎が代表取締役社長となり、翌1934年10月25日の総会では高石弁治が就任する。そして最後に高石の後任として1936年12月5日より杉浦英一が務めた。
副社長
取締役副社長は高石弁治が務めた。1930年8月、杉浦銀蔵の社長就任とともに選出され、自身が社長に昇格する1934年10月まで在職した。
専務・常務
専務取締役および常務取締役の経験者は杉浦英一・手島鍬司・加藤乙三郎・真野正雄・成瀬万一の5名である。
まず1930年8月の役員選任にて杉浦英一が常務に就任。1931年10月より専務制も導入されて杉浦英一が専務に移って手島鍬司が新常務となった。中西四郎が社長となった際に専務・常務制は一旦廃止されるが、翌1934年10月高石の社長就任とともに復活し専務に杉浦英一が、常務に手島鍬司と加藤乙三郎が就いた。1936年12月、専務杉浦英一の社長昇格に伴う人事では新たに真野正雄・成瀬万一も常務に加わっている（手島は辞任）。

### 監査役一覧
1930年2月の会社設立から1937年8月の東邦電力合併までの間に中部電力で監査役を務めた人物は下表の12名である。
- 就任・退任時期は特記のない限り会社の「営業報告書」（J-DAC「企業史料統合データベース」収録）を出典とする。

| 氏名         | 就任       | 退任           | 備考                           |
| ------------ | ---------- | -------------- | ------------------------------ |
| 岡本桜       | 1930年2月  | 1930年8月辞任  | 東邦電力取締役（元専務）       |
| 田中徳次郎   | 1930年2月  | 1930年8月辞任  | 東邦電力元専務                 |
| 千賀千太郎   | 1930年3月  | 1932年5月辞任  | 岡崎電灯監査役から転任         |
| 手島鍬司     | 1930年8月  | 1931年10月辞任 | 岡崎電灯監査役から転任         |
| 神野金之助   | 1930年8月  | 1932年10月     | 名古屋の実業家・大地主         |
| 深田三太夫   | 1930年8月  | 1936年11月辞任 | 岡崎電灯取締役から転任         |
| 太田賛平     | 1930年8月  | 1937年8月      | 岡崎電灯監査役から転任         |
| 早川久右衛門 | 1931年10月 | 1935年10月辞任 | （取締役から転任）             |
| 神谷啓三     | 1932年10月 | 1933年10月辞任 | （取締役から転任）             |
| 神谷啓三     | 1935年10月 | 1936年10月     | （取締役から転任）             |
| 藍川清成     | 1933年11月 | 1934年10月     | 名古屋の実業家・名古屋鉄道社長 |
| 進藤甲兵     | 1935年10月 | 1936年11月辞任 | （取締役から転任）             |
| 高橋正彦     | 1936年10月 | 1937年8月      | 名古屋の実業家                 |